# Juist
Juist (dt. [jyːst], niederl. [jœy̑st], fries. [jyːst]) ist eine der ostfriesischen Inseln im niedersächsischen Wattenmeer der Nordsee und liegt zwischen Borkum im Westen und Norderney im Osten. Die Düneninsel hat eine Länge von 17 Kilometern und ist damit die längste der ostfriesischen Inseln. Die maximale Breite beträgt 900 Meter, die minimale 500 Meter. Auf der Insel befindet sich die gleichnamige Einheitsgemeinde Juist, sie gehört zum Landkreis Aurich in Niedersachsen und hat 1158 Einwohner. Auf der Insel gibt es zwei Ortsteile: den in Westdorf und Ostdorf unterteilten Hauptort sowie Loog.

## Geografie
| StadtflächeSalzwiesen | DünenStrand |

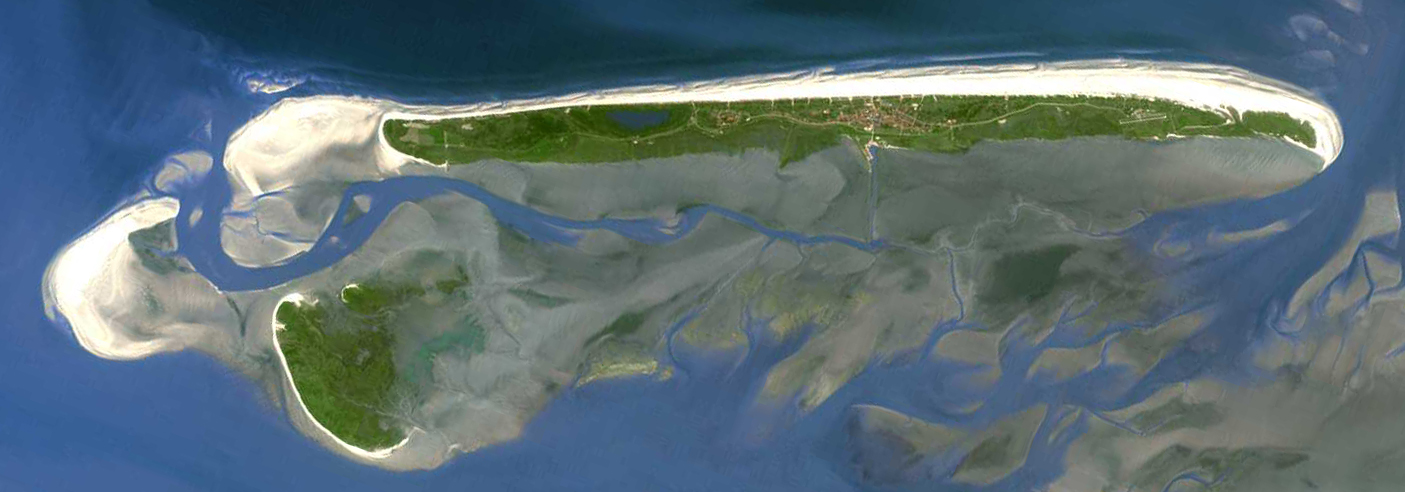
Aufnahme von Landsat 7 aus etwa 700 Kilometern Höhe; Juist mit Memmert und der Kachelotplate

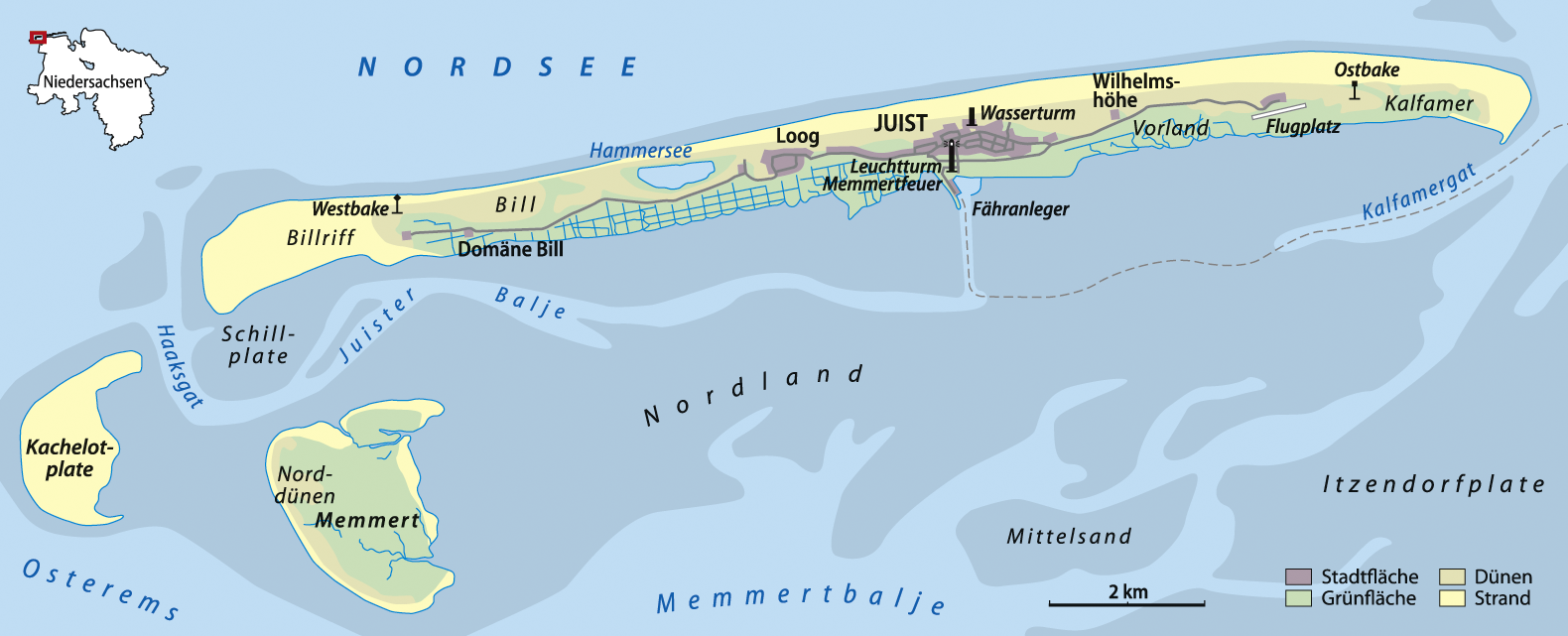
Übersichtskarte der Insel Juist mit der Kachelotplate und Memmert

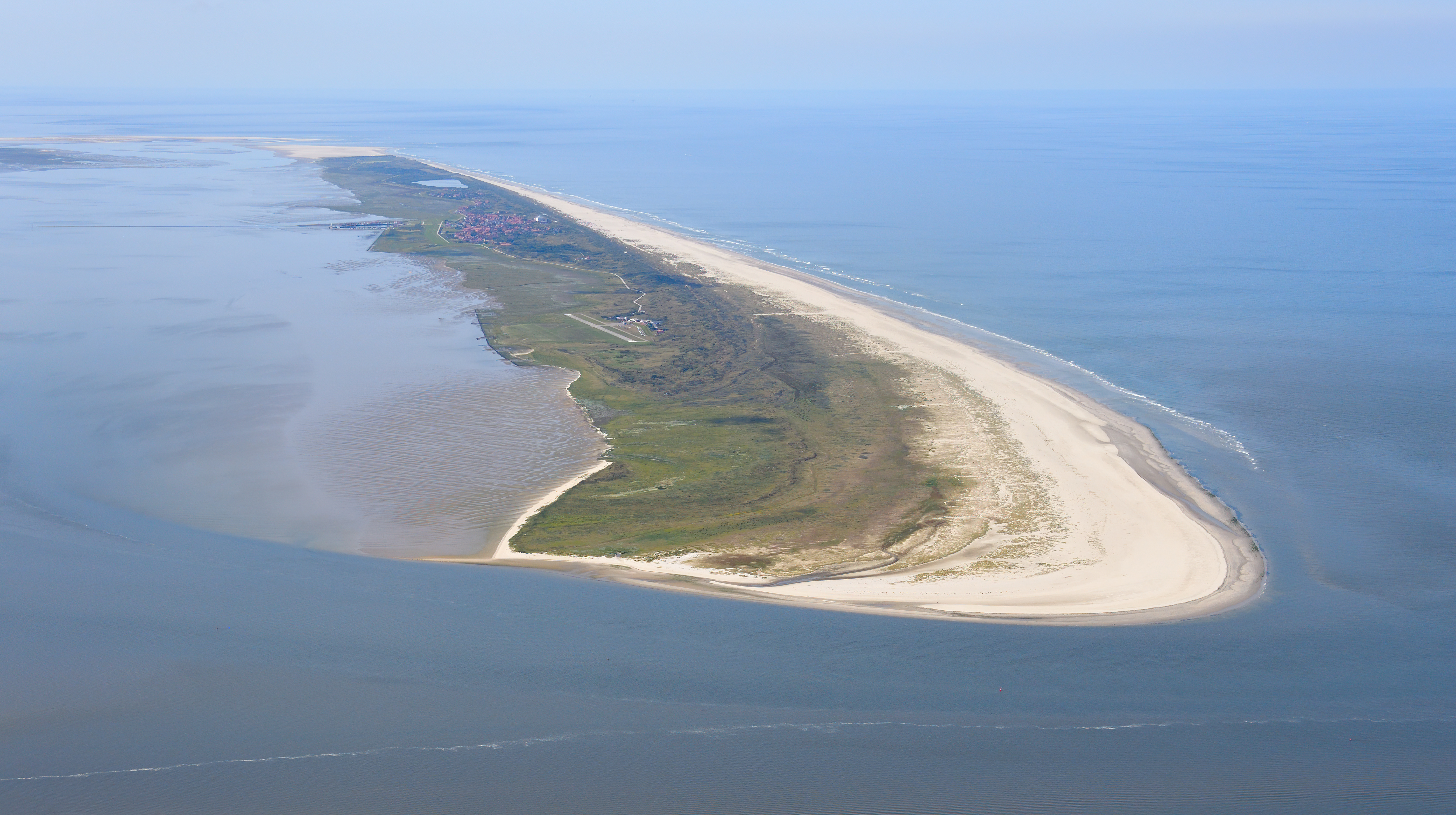
Juist von Osten aus der Luft gesehen

Juist ist eine deutsche Insel in der südlichen Nordsee. Sie gehört zur ostfriesischen Inselkette und ist Ostfriesland vorgelagert. Juist ist 16,43 Quadratkilometer groß. Die geringste Entfernung zum Festland liegt bei rund acht Kilometern. Im Westen von Juist befindet sich die Insel Borkum sowie im Südwesten die Vogelinsel Memmert. Im Osten, getrennt durch den Schluchter, das Spaniergatt und das Norderneyer Seegatt, die Insel Norderney. Zwischen Borkum und Juist erstreckt sich die Kachelotplate, die sich vom Hochsand zur Insel entwickelt, weiter westlich davon fließt die Osterems. Teile der Insel und das Wattenmeer um die Insel gehören zum Nationalpark Niedersächsisches Wattenmeer. Die Dünen der Insel erreichen rund 22 Meter Höhe ü. NN. Die höchste Düne trägt den Juister Wasserturm und hat eine Höhe von 22 Metern ü. NN.

### Anstieg des Meeresspiegels
Große Teile von Juist liegen nur wenige Meter über Normalhöhennull. Dadurch ist die Insel vom weltweiten Anstieg des Meeresspiegels infolge der globalen Erwärmung langfristig bedroht. Bisher war kein signifikanter Anstieg des Wasserstands zu erkennen; erwartet wird er ab der zweiten Hälfte des 21. Jahrhunderts. Das Land Niedersachsen richtet seine Küstenschutzstrategie im Nordseebereich darauf aus, dass der Meeresspiegel laut dem IPCC-Bericht des Weltklimarats von 2019 bis zum Jahr 2100 um 60 bis 110 cm steigen wird. In der Folge ist eine erosionsbedingte Gefährdung von Stränden und Vorstränden zu erwarten, was sich negativ auf den Tourismus auf der Insel auswirken würde. Zum Schutz soll die Umsetzung des 2010 erstellten „Generalplans Küstenschutz - Ostfriesische Inseln“ des Niedersächsischen Landesbetriebes für Wasserwirtschaft, Küsten- und Naturschutz (NLWKN) beitragen.

### Flächennutzung
| Flächennutzung (Stand 2005)      | Fläche in ha | Anteil in % |
| -------------------------------- | ------------ | ----------- |
| Bauflächen                       | 74           | 04,5        |
| Flächen für den Gemeinbedarf     | 5            | 00,3        |
| Verkehrsflächen                  | 45           | 02,7        |
| Ver- und Entsorgungsflächen      | 1            | 00,1        |
| Grünflächen                      | 41           | 02,5        |
| Sonstige Flächen                 | 1477         | 89,9        |
| Gesamtfläche ohne Küstengewässer | 1643         | 100,0       |

In diesen Angaben für die Verkehrsfläche sind Flächen für den Luftverkehr von 42 Hektar enthalten. Landwirtschaftliche Flächen, Wasserflächen sowie die Flächen für Aufschüttungen und Abgrabungen werden seit 1993 nicht mehr separat ausgewiesen, sondern befinden sich mit in den „Sonstigen Flächen“. In der letzten Statistik von 1987 waren landwirtschaftliche Flächen mit 48 Hektar angegeben, Wasserflächen mit 4 Hektar sowie die Flächen für Aufschüttungen und Abgrabungen mit 2 Hektar.

### Klima
Das Klima der Insel Juist unterliegt dem direkten Einfluss der Nordsee und liegt damit im Bereich eines gemäßigten, sommerkühlen und vom Golfstrom beeinflussten Seeklimas. Aufgrund der ausgleichenden Wirkung der Nordsee herrschen insgesamt geringere tages- und jahreszeitliche Temperaturschwankungen sowie eine hohe Luftfeuchtigkeit. Im Durchschnitt sind die Temperaturen auf der Insel im Sommer kühler und im Winter milder als die auf dem Festland gemessenen Werte. Der Frühling setzt rund zwei Wochen später ein. Von Januar bis Juli werden auf der Insel geringere, von August bis Dezember vermehrte Niederschlagsmengen als auf dem Festland gemessen. Im Mittel ist die Niederschlagsmenge niedriger und die Sonnenscheindauer höher als auf dem Festland. Mit 1.983 Sonnenstunden war die Insel Juist 2010 der sonnigste Ort Deutschlands.
Nach der Klimaklassifikation von Wladimir Köppen befindet sich Juist in der Einteilung Cfb.
- Klimazone C: Warm-Gemäßigtes Klima
- Klimatyp Cf: Feucht-Gemäßigtes Klima
- Klimauntertyp b: warme Sommer

|                        | Jan | Feb | Mär | Apr | Mai  | Jun  | Jul  | Aug  | Sep  | Okt  | Nov | Dez |   |      |
| Mittl. Temperatur (°C) | 2,5 | 3,5 | 5,0 | 9,5 | 12,0 | 15,0 | 17,5 | 18,0 | 15,0 | 11,0 | 6,5 | 3,5 | ⌀ | 9,9  |
| Mittl. Tagesmax. (°C)  | 4   | 5   | 7   | 11  | 14   | 17   | 20   | 20   | 17   | 13   | 8   | 5   | ⌀ | 11,8 |
| Mittl. Tagesmin. (°C)  | 1   | 2   | 3   | 6   | 10   | 13   | 15   | 16   | 13   | 9    | 5   | 2   | ⌀ | 7,9  |
|                        |     |     |     |     |      |      |      |      |      |      |     |     |   |      |
| Niederschlag (mm)      | 55  | 51  | 68  | 41  | 42   | 53   | 87   | 96   | 76   | 83   | 72  | 69  | Σ | 793  |
|                        |     |     |     |     |      |      |      |      |      |      |     |     |   |      |
| Sonnenstunden (h/d)    | 1,7 | 2,5 | 4,1 | 6,3 | 7,4  | 7,4  | 6,9  | 6,1  | 5,1  | 3,4  | 2,0 | 1,3 | ⌀ | 4,5  |
|                        |     |     |     |     |      |      |      |      |      |      |     |     |   |      |
| Regentage (d)          | 20  | 18  | 18  | 14  | 14   | 16   | 17   | 18   | 18   | 19   | 21  | 20  | Σ | 213  |
|                        |     |     |     |     |      |      |      |      |      |      |     |     |   |      |
| Wassertemperatur (°C)  | 4,7 | 3,9 | 4,6 | 7,2 | 10,7 | 14,2 | 17,0 | 18,3 | 16,6 | 13,4 | 9,7 | 6,6 | ⌀ | 10,6 |
|                        |     |     |     |     |      |      |      |      |      |      |     |     |   |      |
| Luftfeuchtigkeit (%)   | 91  | 87  | 85  | 80  | 78   | 79   | 80   | 78   | 82   | 85   | 88  | 93  | ⌀ | 83,8 |

| 1 |

| 2 |

| 3 |

| 6 |

| 10 |

| 13 |

| 15 |

| 16 |

| 13 |

| 9 |

| 5 |

| 2 |

| 1 |

| 2 |

| 3 |

| 6 |

| 10 |

| 13 |

| 15 |

| 16 |

| 13 |

| 9 |

| 5 |

| 2 |

Die nächstgelegene Wetterstation befindet sich auf der Nachbarinsel Norderney und wird vom Deutschen Wetterdienst betrieben. Die Station Norderney mit der Stations-Kennziffer 10113 liefert seit 1947 frei verfügbare Daten zur Wetter- und Klimabeobachtung.

### Ostwanderung der Insel
Der Juister Strand und die Dünen werden im Westen vom Meer abgetragen. An der Bill (Westende der Insel) wanderte die Abbruchkante seit 1976 etwa 200 Meter nach Süden. Diese Entwicklung kommt durch eine Verlagerung der Strömung und eine nicht ausgeglichene Sandbilanz zustande. Der Sand der Strände aller ostfriesischen Inseln wandert mit der vorherrschenden Windrichtung von West nach Ost. In Bereichen, an denen mehr Sand abgetragen als angeweht oder angeschwemmt wird, wird der Strand niedriger und schmaler. Das kann zu Dünenabbrüchen führen. Dieser Effekt trägt zur Ostwanderung der ostfriesischen Inseln bei. So ist es auch zu erklären, dass der Kalfamer im Osten der jüngste Teil der Insel ist. Die Ostwanderung wurde bei allen Inseln, außer Juist und Langeoog, mit Deckwerken aus Beton abgebremst. Auf Juist besteht am Nordstrand eine 1390 Meter lange Schutzmauer von 1920, die heute unter Sand verborgen liegt.
In manchen Bereichen von Juist, zum Beispiel im Osten am Kalfamer, wird mehr Sand angeschwemmt als abgetragen, was zu einem sehr breiten Strand mit Verlängerung der Dünenkette nach Osten führt.

## Geschichte
Die Insel entstand als Aufsandung auf Resten des nacheiszeitlichen Festlandes aus der Großinsel Burchana. Archäologische Funde lassen auf eine Besiedlung von Juist bereits vor dem 15. Jahrhundert in der ausgehenden Häuptlingszeit schließen. Darauf deutete 2002 der Fund eines Schweinekopfes in einem alten Brunnenloch am Strand hin, der auf etwa 1400 datiert wurde. Die erste urkundliche Erwähnung der Insel erfolgte 1398. Zu dieser Zeit gehörte Juist zum Herrschaftsgebiet der Häuptlingsfamilie tom Brok.
Zuvor bezeichnete der Name Just eine Niederlassung auf der großen Insel Bant. Seit wann genau es die selbständige Insel Juist nach der Zerstückelung der Insel Bant gibt, ist nicht bekannt.
Im 15. Jahrhundert kam die Insel unter den Einfluss der ostfriesischen Grafen und Fürsten vom Adelsgeschlecht Cirksena.

### 16./17. Jahrhundert
Laut einer Beschreibung des späteren ostfriesischen Kanzlers Henricus Ubbius von 1530 soll es 23 Häuser und eine wilde Pferderasse gegeben haben. Auch sei viel Acker- und Weideland vorhanden gewesen, das günstige Bedingungen für Landwirtschaft bot. Danach verschlechterten sich die Lebensverhältnisse allmählich. Schwere Zerstörungen richtete die Allerheiligenflut 1570 an. 1590 wurden in der Stadt Norden drei Frauen von der Insel Juist als Hexen verbrannt. Auf einer Karte der Emsmündung von 1642 ist in der Mitte der Insel der hohe Turm der ersten Inselkirche als Seezeichen eingetragen. Die Petriflut von 1651 durchbrach die nördlichen Randdünen im Bereich der Kirche und des heutigen Hammersees und teilte die Insel in zwei annähernd gleich große Teile. Der Durchbruch erreichte im Laufe der Jahre eine Breite von rund zwei Kilometern. Die Petriflut beschädigte Häuser und unterspülte die Fundamente der Inselkirche, die daraufhin 1662 einstürzte. Etwa 700 Meter weiter südöstlich bauten die Juister ihre zweite Kirche. Bis 1687 drang das Meer immer weiter nach Süden vor, worauf die Juister ihre Häuser wieder verlegen mussten. Das Zerstörungswerk des Meeres verringerte die landwirtschaftliche Nutzfläche, und im 17. Jahrhundert konnten die Inselbewohner die Abgaben an den Grafen als Eigentümer kaum mehr aufbringen.

### 18. Jahrhundert
Die Fastnachtsflut von 1715 sorgte für weitere Zerstörungen des Dorfes und der zweiten Kirche. In der Folge entstanden auf der immer noch geteilten Insel zwei Dörfer: Billdorf im westlichen und Loogdorf im östlichen Teil von Juist. Beide erhielten ein eigenes bescheidenes Kirchengebäude. Zwei Jahre später zerstörte die Weihnachtsflut 1717 9 der 18 Häuser in Billdorf sowie die dortige Kirche. Der Rest wurde schwer beschädigt. 28 Menschen ertranken. Billdorf wurde anschließend nicht wieder aufgebaut. Die Überlebenden zogen in das Loogdorf. Bis zu diesem Zeitpunkt waren bereits 4 Gotteshäuser errichtet und 3 vernichtet worden. Der wirtschaftliche Wohlstand der Insulaner war mehr und mehr gesunken. Die Haupterwerbszweige Land- und Viehwirtschaft wurden dadurch eingeschränkt, dass fruchtbares Acker- und Wiesenland durch Hochwasser und Sandwehen verlorenging. Der Viehbestand musste immer mehr verringert werden. 1749 bewohnten 327 Einwohner, die sich auf 47 Häuser verteilten, die Insel. Die meisten Männer fuhren nun zur See und verdienten auf Handels- oder Walfangschiffen ihren Unterhalt. In den folgenden Jahren wanderte das Dorf weiter nach Osten, dadurch dass die Bewohner nach und nach ihre Häuser abbrachen und weiter östlich wieder aufbauten. Circa 1770 bis 1780 hatten die meisten Insulaner sich in dem neuen Hauptdorf angesiedelt. 1779 wurde im neuen Ostdorf die fünfte Kirche errichtet und zu Weihnachten von Pastor Gerhard Otto Christoph Janus (1741–1805) eingeweiht. 1783 empfahl Janus das Seebaden mit einer Eingabe an den Landesherrn Friedrich den Großen. Sie gilt heute als ältestes Dokument zur deutschen Seebädergeschichte und Pastor Janus als Vater des deutschen Seebädergedankens.

### 19. Jahrhundert

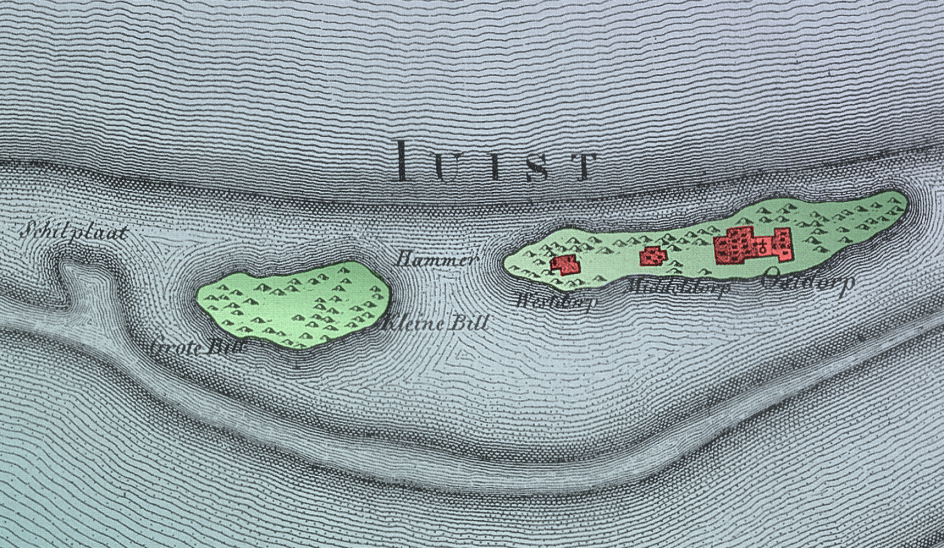
Karte der durch die Petriflut zweigeteilten Insel Iuist von Karl Ludwig von Le Coq 1805, mit dem Durchbruch „Hammer“, dem heutigen Hammersee

Nach dem Frieden von Tilsit 1807 kam Ostfriesland und damit Juist zum französischen Königreich Holland. Am 10. November 1811 erhielt Juist holländische Besatzungstruppen unter Führung französischer Offiziere. Sie ließen die Kirche im Ostdorf von ihnen zur Festung ausbauen. Das Pfarrhaus diente als Unterkunft für die Soldaten. Zwei Jahre später brannte das Pfarrhaus infolge einer Unachtsamkeit der Soldaten aus. Erst 1816 endete die Besatzungszeit, die Truppen verließen die Insel. Juist gehörte fortan zum Königreich Hannover, ab 1866 zu Preußen.
1840 erfolgte die erste Gründung des Seebades Juist durch den Vogt Meine mit der Unterstützung des Amtsassessors Fastenau in Norden, das aber 1858 wegen Mangel an Gästen wieder geschlossen werden musste. Die zweite Gründung des Seebades erfolgte 1866, diesmal erfolgreicher, da die Anzahl der Gäste nun langsam aber stetig zunahm. 1873 erließ das Seebad durch Freiherr von Niebelschütz die erste Badeordnung. Im gleichen Jahr entstand das erste Warmbadehaus auf der Insel. 1884 verzeichnete Juist 700 Badegäste pro Jahr.
Der „Verein zur Rettung Schiffbrüchiger in Ostfriesland“ errichtete 1861 die erste Seenotrettungsstation auf Juist. Zwei Jahre später ging der ostfriesische Verein und damit die Station in den Besitz der DGzRS über.
1882 kam Otto Leege (1862–1951) als Lehrer auf die Insel. Leege begann seine botanischen und ornithologischen Forschungsarbeiten, die ihn später als „Vater“ der Vogelinsel Memmert bekannt machten. 1888 war er zum ersten Mal auf Memmert. In dieser Zeit wurden dort Vogeljagden unternommen und Eiersammler plünderten jährlich fast alle Vogelgelege. Auf Initiative des „Deutschen Vereins zum Schutze der Vogelwelt“ erklärte der preußische Minister für Landwirtschaft, Domänen und Forsten in Berlin Memmert am 31. Juli 1907 per Erlass zur Vogelkolonie. Der Verein bestellte daraufhin Otto Leege zum Bevollmächtigten.

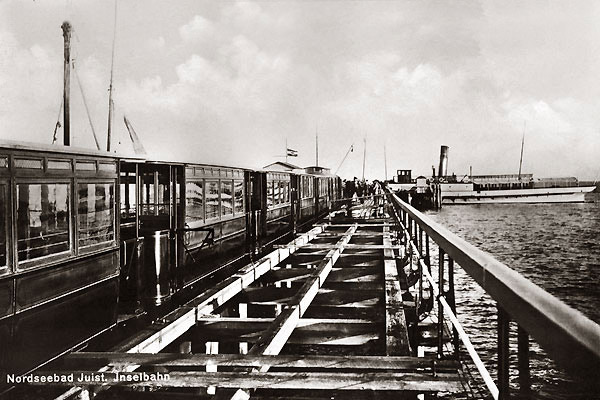
Inselbahn Juist – Anleger um 1900

1894 erhielt Juist seine erste Landungsbrücke. Der bereits seit 1888 zur Insel verkehrende Dampfer „Ostfriesland“ legte als erstes Schiff an dem 300 Meter langen Steg an. 1896 wurde die Landungsbrücke landseitig um 75 Meter verlängert. Am 19. Juni 1898 nahm die Inselbahn als Pferdebahn ihren Betrieb auf. Die Gesamtlänge betrug 2318 Meter, wobei 980 Meter Gleis über niedrige Holzstege durchs Watt führten. Die Anlage fiel aber noch im gleichen Jahr einem Unwetter zum Opfer. Man beschloss, nach der Wiedererrichtung der Bahnanlage eine Lokomotive mit Verbrennungsmotor einzusetzen. Am 4. August 1899 wurde die Bahn für den Betrieb abgenommen und damit die Inselbahn Juist zur ersten motorbetriebenen Inselbahn Deutschlands.

### 20. Jahrhundert

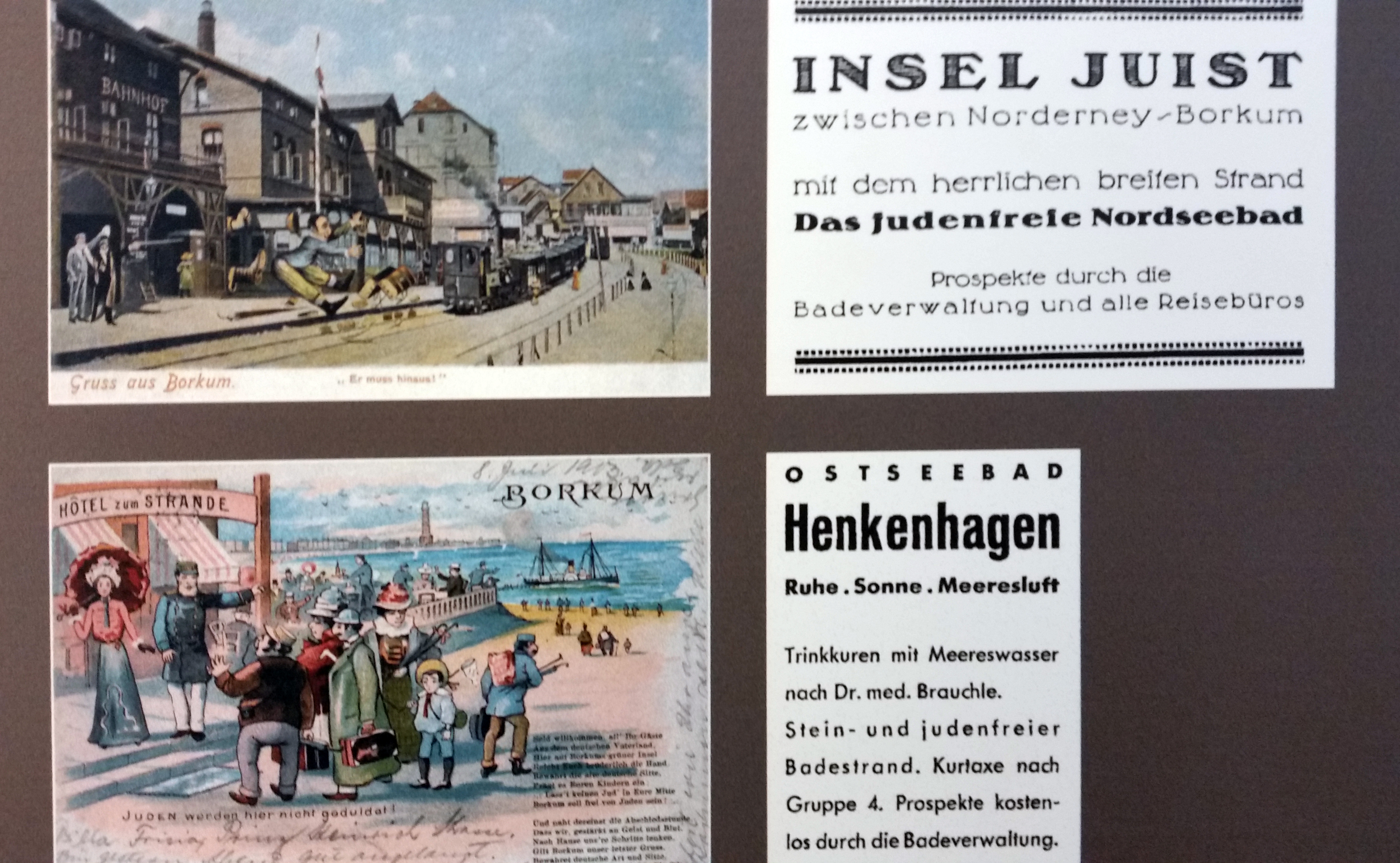
Antisemitische Grußpostkarten und Anzeigenwerbung

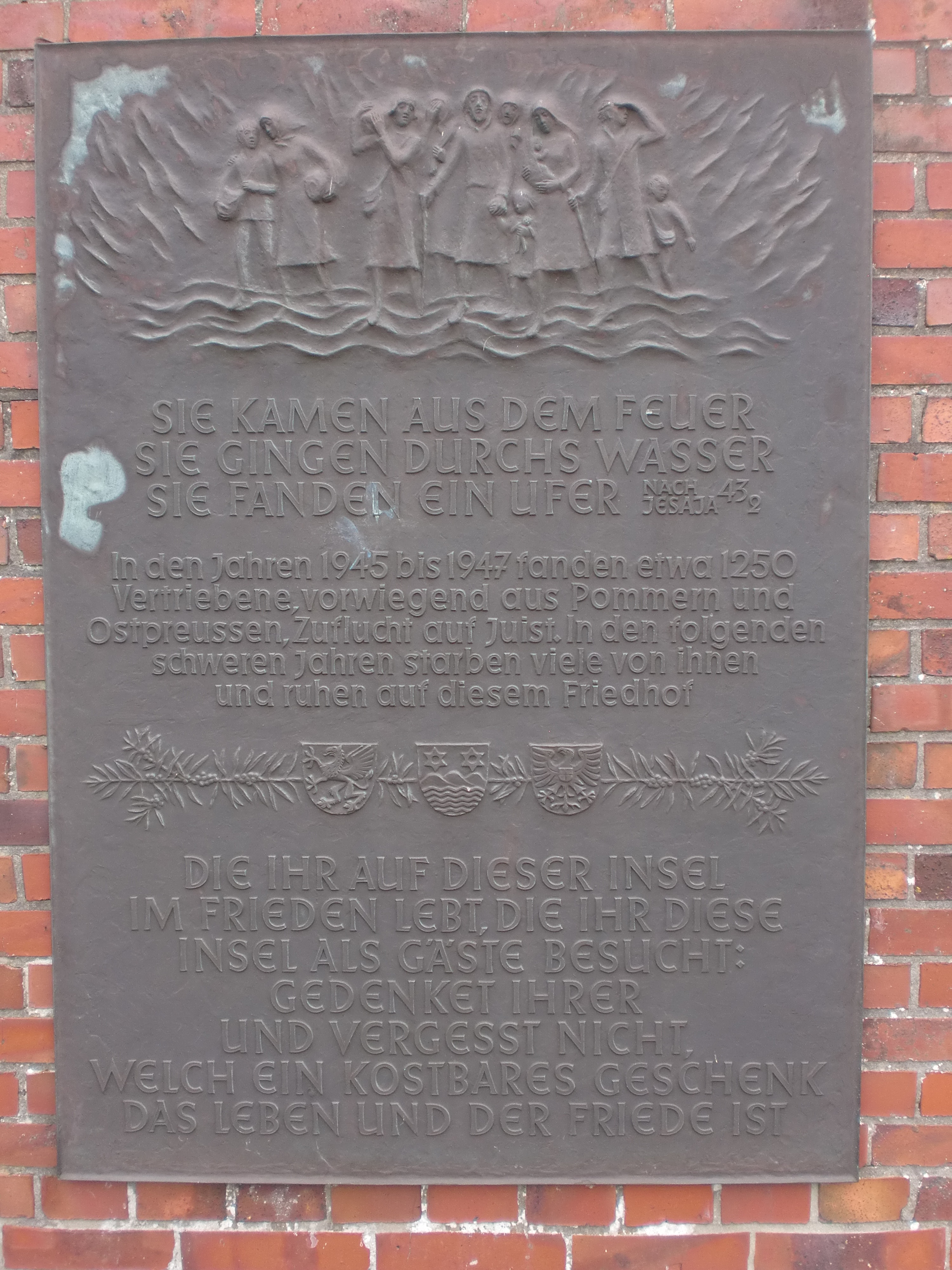
Gedenktafel der Vertriebenen

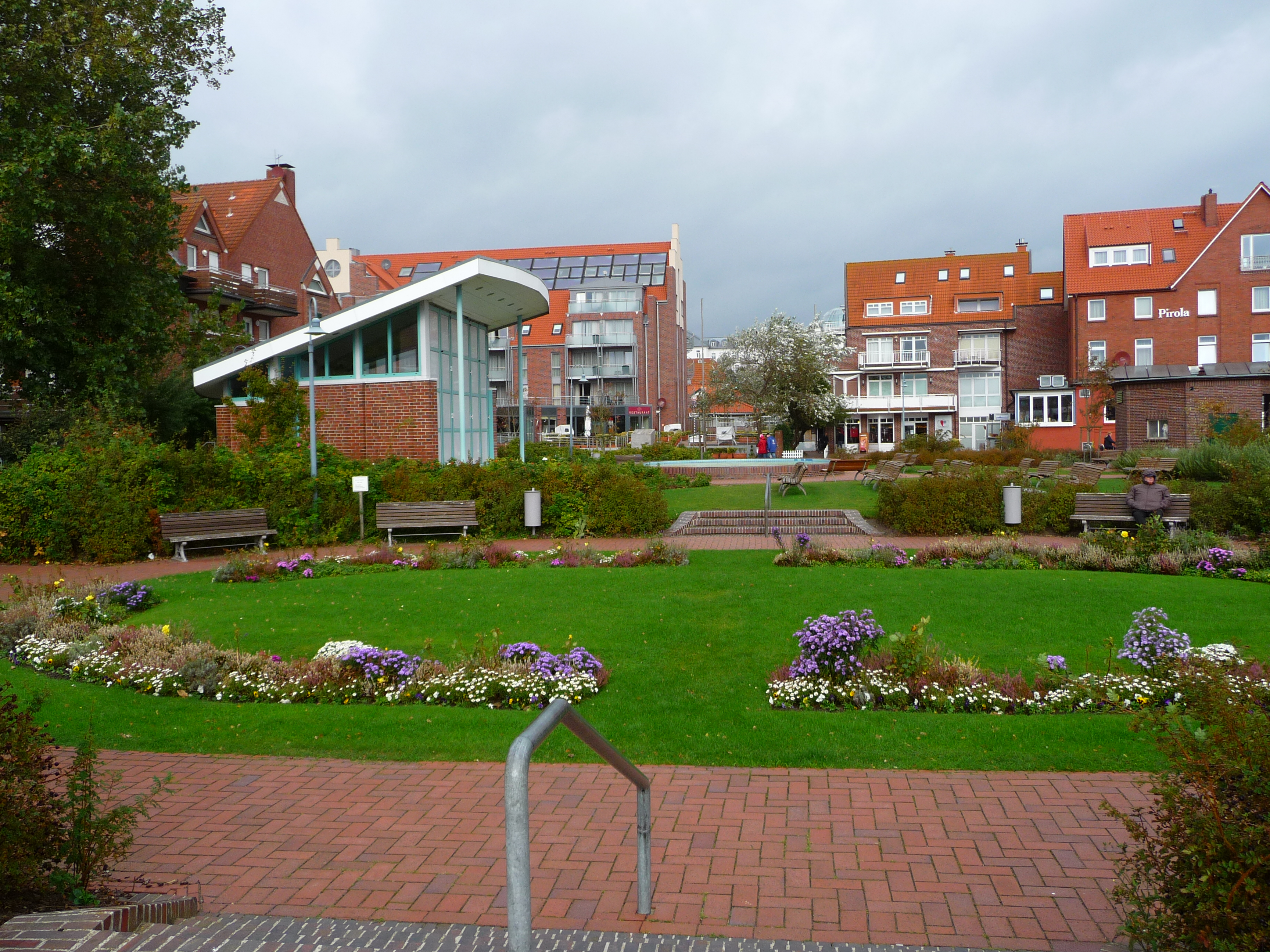
Kurplatz mit Konzertpavillon und dem Schiffchenteich im Hintergrund

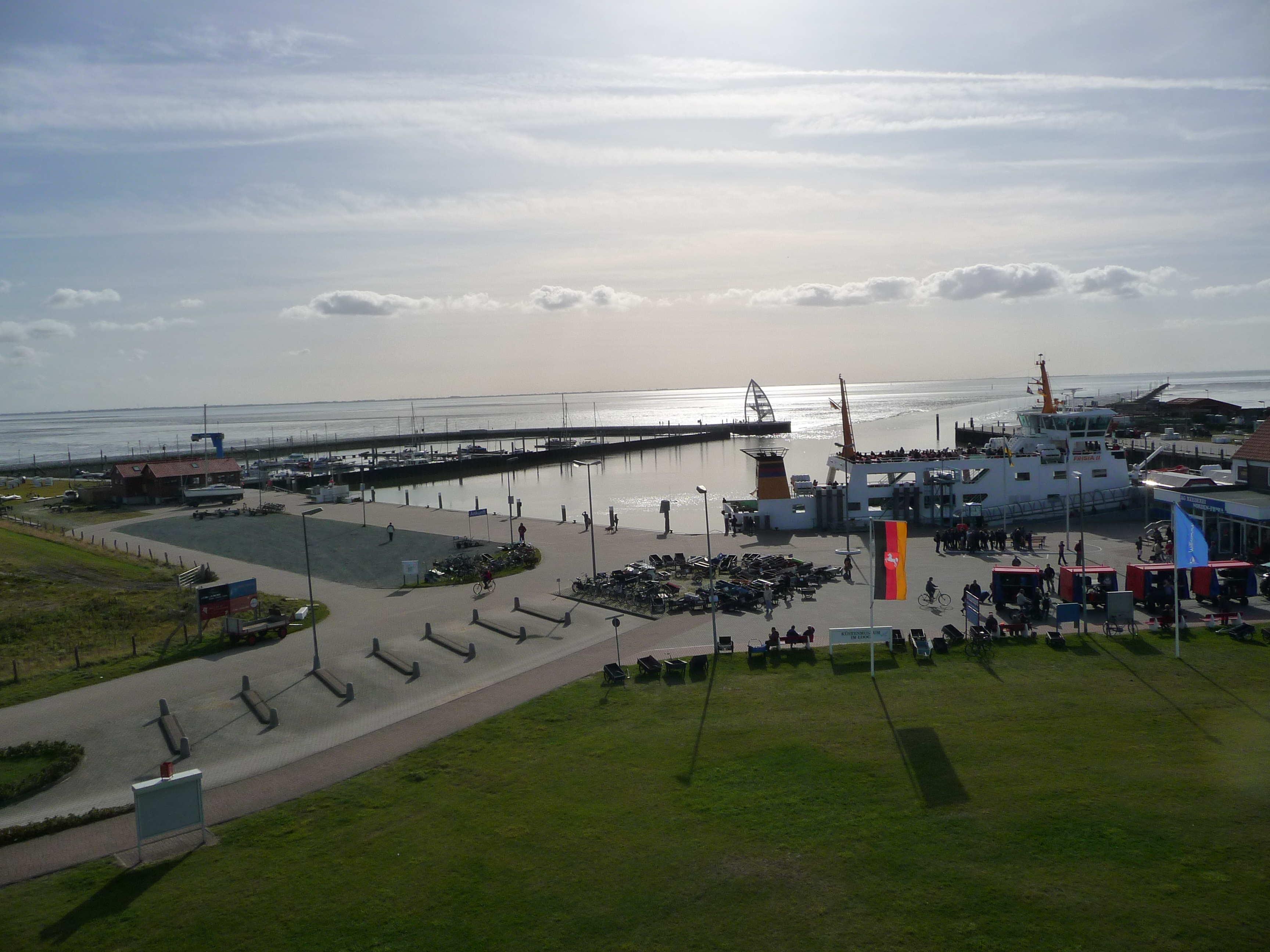
Juister Hafen

Im Jahr 1900 besuchten 4534 Gäste die Insel. Davon waren 3451 Kurgäste und 1083 Tagesgäste. Juist bewarb sich um Urlauber unter anderem in Anzeigen als „Das judenfreie Nordseebad“.
1902 konnte der Raddampfer „Juist“ in Dienst gestellt werden. Auf Anregung von Otto Leege wurde 1903 das Areal der Goldfischteiche durch den Verschönerungsverein Juist geschaffen. Der Kommerzienrat Wilhelm Girardet aus Essen, der eine Villa an der Juister Strandpromenade besaß, spendete aus seinem Park eine Anzahl Goldfische und Goldorfen, die der Teichanlage ihren Namen gaben. Von 1925 bis 1935 entstand durch Leeges Initiative das Naturschutzgebiet an der Bill.
1925 gründete der Reformpädagoge Martin Luserke die Schule am Meer, ein als Internat geführtes Gymnasium. Es zeichnete sich insbesondere durch das von ihm eingeführte Laienspiel aus, das heute fester Bestandteil vieler Schulangebote und der Lehrerfortbildung ist. Die Schule war vom Preußischen Staatsministerium für Wissenschaft, Kunst und Volksbildung sowie dem Berliner Zentralinstitut für Erziehung und Unterricht für die deutschlandweite Ausbildung von Laienspielpädagogen vorgesehen. Als einzige deutsche Schule erhielt sie 1930/31 eine eigene Theaterhalle, seinerzeit größter Stahlbetonbau Ostfrieslands. 1934 wurde die Schule am Meer vor dem Hintergrund des Antisemitismus und der nationalsozialistischen Gleichschaltung geschlossen.
Die extremen Tieftemperaturen des Winters 1928/1929 schnitten zeitweise die Schiffsverbindungen zum Festland ab. Das Watt war so stark zugefroren, dass vom 11. Februar bis zum 6. März Wattdurchquerungen zu Fuß oder mit Fahrzeugen über das Eis zur Versorgung notwendig wurden. Die Verbindungsstrecke zwischen Norddeich und Juist war etwa zehn Kilometer lang. Im strengen Winter 1916/1917 war Juist erstmals aus der Luft verpflegt worden, als der Zeppelin L 16 im Februar 1917 am Kalfamer gelandet war.
In den Jahren 1928 bis 1932 erfolgte der Bau eines nördlichen Deichs vor der Hammerbucht, um die Zweiteilung der Insel endgültig zu beenden. Der südliche Bereich des Durchbruchs war bereits 1870 stark versandet und anschließend mit einem Damm gesichert worden. Im Norden durchbrach 1932 eine Sturmflut den neuen Deich und überflutete das dahinter tiefer liegende Gelände. Der Hammersee war entstanden. Im Laufe der Jahrzehnte entwickelte sich das Brackwasser zu einem Süßwassersee.
Von 1929 bis 1932 entstanden das Rathaus, das Postgebäude und der heutige Kurplatz. Ab 1932 wurde mit den Planungen zum Bau eines Flugplatzes am Kalfamer begonnen. 1934 konnte das Projekt mit der Einweihung abgeschlossen werden.
Während des Zweiten Weltkriegs kam der Kurbetrieb fast zum Erliegen. An verschiedenen Stellen der Insel entstanden Geschützstellungen, westlich des Loogdorfs wurde ein Mammut-Radar installiert. Bombenabwürfe alliierter Bomber richteten an einigen Häusern beträchtliche Schäden an. Im März 1945 erreichte ein Zug der Reichsbahn mit etwa 1000 Flüchtlingen aus Pommern, Ostpreußen und Schlesien den Bahnhof Norddeich Mole. Die Mehrzahl der Flüchtlinge aus Pommern, welche auf die Insel Juist gebracht wurden, stammte aus Stettin-Podejuch. Ein großer Teil der Flüchtlinge verblieb auf der Insel und wurde dort sesshaft. Nach Kriegsende wurde der Badebetrieb am 28. Mai 1946 wieder freigegeben. Am 15. September 1946 erfolgte die erste Gemeinderatswahl. Paul Braunsdorf wurde zum ersten Nachkriegsbürgermeister gewählt. Am 1. Dezember 1946 hatte Juist 1509 Einwohner. Davon waren 838 Einheimische, 81 Evakuierte und 590 Flüchtlinge.
Der Winter 1946/1947 brachte mit sechs bis acht Meter hohen Eisbarrieren den Verkehr zum Festland zum Erliegen. Am 17. März 1947 zerstörte ein Weststurm mit starker Eisbewegung die Juister Landungsbrücke sowie die gesamte Gleisanlage der Inselbahn. Erst am 21. Juli des gleichen Jahres war ein behelfsmäßiger Landungssteg fertiggestellt. Im Mai 1949 konnte dann das Provisorium durch eine neue Landungsbrücke ersetzt werden.
1978 erfolgte der Neubau des Deiches zum südlichen Wattenmeer. Er verläuft vom Ostdorf bis zur Billstraße und hat eine Fußgängerpromenade.
Die steigenden Unterhaltungskosten für die Inselbahnstrecke veranlassten die Gemeinde 1980 zur Planung eines neuen ortsnahen Hafens mit einem zeitgemäßen Fähranleger sowie einem Hafenbetriebsgebäude. 1982 konnten die ersten Passagiere dort abgefertigt werden. Die Inselbahn stellte daraufhin am 10. März 1982 ihren Betrieb ein. 1988 wurde der Hafen um eine Hubbrücke ergänzt. 2001 erhielt das Hafenbetriebsgebäude einen Anbau mit einer überdachten Brückenverbindung zum Fähranleger. Im gleichen Jahr entstand an der Westseite des Hafens die neue Abfertigungshalle für den gesamten Güterverkehr der Insel.
Nach der deutschen Wiedervereinigung unterzeichneten Juist und Hiddensee am 20. November 1990 einen Inselpartnerschaftsvertrag. Juist unterstützte Hiddensee in den folgenden Jahren auf vielfältige Weise. So wurden Angestellte der Gemeinde Hiddensee in der Juister Gemeindeverwaltung geschult und durch die Jugendbildungsstätte Hilfe beim Ausbau des Inselmuseums auf Hiddensee sowie bei der Ausbildung von Jugendgruppenleitern geleistet. 1997 reisten 57 Hiddenseer zur Partnerschaftswoche nach Juist.
1990 wurden am Flugplatz Planungen für eine neue Start- und Landebahn vorangetrieben. Die Einweihung der 700 Meter langen und 20 Meter breiten Start- und Landebahn erfolgte am 2. Mai 1991. Das Land Niedersachsen beteiligte sich mit einem Zuschuss von 1,2 Millionen DM.
Bereits in den 1990er Jahren entstanden durch Sturmfluten immer wieder schwere Schäden an den Billdünen im Westen der Insel zwischen Hammersee und dem Billriff. Dünenabbrüche auf breiter Front gefährdeten zunehmend die Inselsicherheit.

### 21. Jahrhundert
Im November 2006 zog das Orkantief Britta über die Insel hinweg; die Allerheiligenflut 2006 hinterließ dort schwerste Dünenabbrüche. In den folgenden zwei Jahren wurden die Billriffdünen über einen Kilometer Länge für 1,3 Millionen Euro verstärkt. Dabei wurden rund 200.000 m³ Sand neu aufgeschüttet und anschließend bepflanzt.
Im Dezember 2013 richtete der Orkan Xaver erneut schwere Dünenschäden auf der Höhe des Hammersees an. Im Folgejahr fand daher eine weitere umfangreiche Dünenbaumaßnahme statt.
2022 wüteten mit den Stürmen „Zeynep“ und „Antonia“ zwei Orkane über Deutschland hinweg. Im Gegensatz zu anderen ostfriesischen Inseln kam Juist relativ gut durch den stürmischen Februar: Es waren nur Dünenabbrüche zu verzeichnen. Zwar sind auch diese Sturmschäden im Hinblick auf die nächste Sturmflut problematisch und lassen das Kräutertal in der Nähe der Domäne Bill am Ostende der Insel ungeschützter zurück, doch gab es auf Juist keine dramatischen Folgen wie Abspülungen der Badestrände wie bspw. auf Norderney.

### Name
Der Name der Insel stammt vermutlich vom friesischen Wort güst „karg, unfruchtbar“, was die Insel auch eine lange Zeit tatsächlich war. Für die Insel wird von der Tourismuswirtschaft und durch Urlauber häufig die Umschreibung Längste oder Schönste Sandbank der Welt verwendet. Seit den 1990er Jahren wird die Insel von der Kurverwaltung mit dem Zusatz Töwerland versehen, was sich etymologisch aus dem mittelniederländischen, mittelniederdeutschen Wort töver herleiten lässt, das „Zauber“ bedeutet. Der Name Töwerland war bereits im 19. Jahrhundert gebräuchlich.
Auch wird die Insel in Werbemitteln als schönste oder längste Sandbank der Welt sowie (weniger gebräuchlich) als schmales Handtuch bezeichnet. All diese Spitznamen sind auf die lange, schlanke Form der Insel zurückzuführen.

## Religionen

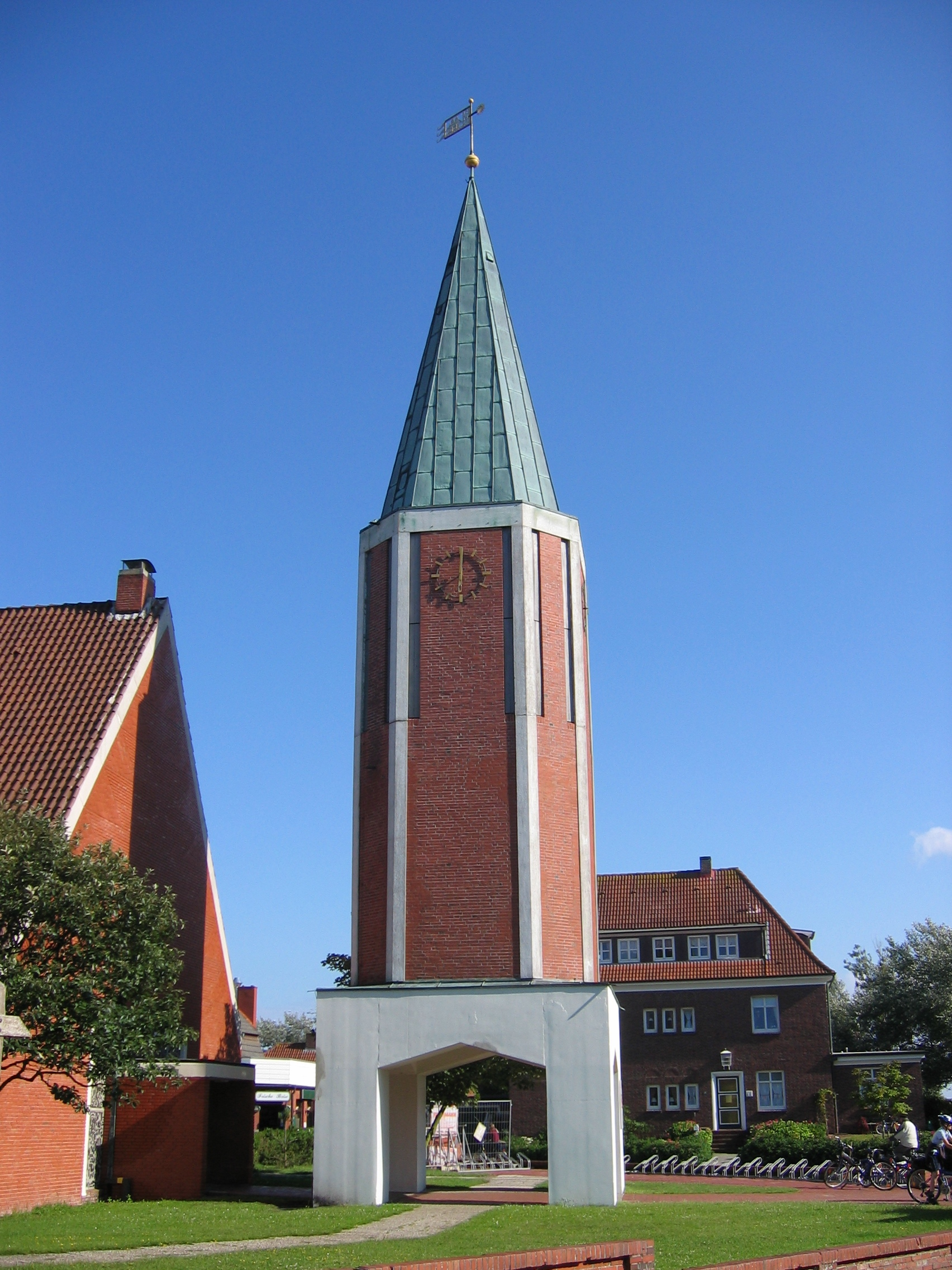
Der Campanile der evangelischen Inselkirche wird von den Einwohnern „Rakete“ genannt

Die Juister Bevölkerung ist seit der Reformation traditionell evangelisch. Die evangelische Kirchengemeinde blickt auf eine sehr wechselvolle Geschichte mit der mehrfachen Zerstörung ihrer Kirchengebäude durch Sturmfluten zurück. Die heutige evangelisch-lutherische Inselkirche an der Wilhelmstraße ist inzwischen der sechste Kirchenbau auf der Insel. Sehenswert ist das drei mal zwei Meter große Mosaik „Petri Fischzug“ über dem Altar, das Juister Schüler von 1960 bis 1963 erarbeiteten.
Erst durch den im 19. Jahrhundert einsetzenden Bädertourismus kamen vermehrt Katholiken als Urlauber auf die Insel. Ein 1901 von ihnen gegründeter Kirchbauverein brachte den finanziellen Grundstock für die im Juni 1910 erbaute Kirche Zu den heiligen Schutzengeln am Janusplatz auf und wählte im Hinblick auf die Kinderferienheime auch das Schutzengel-Patrozinium. Vor der katholischen Kirche ist die Figur eines Schutzengels zu sehen, der aufgrund seiner Form und ungewöhnlichen Position oftmals liebevoll „Karateengel“ genannt wird.
Die beiden Inselkirchengemeinden arbeiten auf vielfältige Art zusammen. So geben sie seit dem Sommer 2009 die gemeinsame ökumenische Kirchenzeitung „Uns Juister Karkenschipp“ heraus. Auf der Insel sind ökumenische Sternsinger unterwegs, und es werden zu verschiedenen Gelegenheiten, wie z. B. am Erntedankfest, ökumenische Gottesdienste abgehalten.
Die heutige sechste Inselkirche entstand 1964 nach Abriss der aus dem 18. Jahrhundert stammenden historischen Kirche. Fotos vom Abriss der einzigen nicht durch das Meer zerstörten Juister Inselkirche werden im Inselmuseum im Loog ausgestellt. Die neue Kirche erhielt 1967 den Campanile, den die Juister „Rakete“ nennen.

## Politik

### Gemeinderat
Der Rat der Gemeinde Juist besteht aus zehn Ratsfrauen und Ratsherren. Dies ist die festgelegte Anzahl für eine Gemeinde mit einer Einwohnerzahl zwischen 1001 und 2000 Einwohnern. Die zehn Ratsmitglieder werden durch eine Kommunalwahl für jeweils fünf Jahre gewählt.
Stimmberechtigt im Gemeinderat ist außerdem der hauptamtliche Bürgermeister. Dies ist seit dem 1. Dezember 2016 der direkt gewählte Bürgermeister Tjark Goerges (Pro Juist).
Die letzte Kommunalwahl am 12. September 2021 ergab das folgende Ergebnis:
| Gemeinderatswahl Juist 2021Wahlbeteiligung: 55,9 % 50403020100 43,7 %39,3 %17,1 %n. k. % CDUPro JuistGrüneSPDGewinne und Verlusteim Vergleich zu 2016 %p 10 8 6 4 2 0 −2 −4 −6 −8−10−5,7 %p+6,1 %p+9,7 %p−10,0 %pCDUPro JuistGrüneSPD | Sitzverteilung im Gemeinderat Juist seit 2021Insgesamt 10 Sitze - Grüne: 2 - Pro Juist: 4 - CDU: 4 |

### Bürgermeister
Am 9. September 2001 wählten die Einwohner von Juist zum ersten Mal ihren Bürgermeister direkt. Der Bürgermeister nimmt gleichzeitig die Aufgaben des Gemeinde- und Kurdirektors wahr. Die Wahl gewann der aus Beverungen stammende Karl Josef Wederhake mit einem Ergebnis von 67,5 Prozent der Stimmen. Am 10. September 2006 erfolgte seine Wiederwahl für weitere acht Jahre mit 51,8 Prozent der Stimmen. Er verstarb am 11. Juli 2008.
Eine vorzeitige Direktwahl für den Nachfolger des verstorbenen Bürgermeisters beschloss der Gemeinderat für den 30. November 2008. Mit 55,4 Prozent der abgegebenen gültigen Stimmen wurde Dietmar Patron zum Bürgermeister der Inselgemeinde gewählt; er nahm die Wahl am 1. Dezember 2008 an.
Bei der letzten Bürgermeisterwahl am 11. September 2016 erhielt Tjark Goerges (Pro Juist) mit 50,3 Prozent der Stimmen – sehr knapp – die absolute Mehrheit. Sein von der CDU aufgestellter Gegenkandidat Jörg Möllenbock erhielt 43,39 Prozent der Stimmen, auf den Einzelbewerber Stefan Siedelmann (AfD) entfielen 6,30 Prozent der Stimmen. Seine Amtszeit läuft bis zum 31. Oktober 2026.

### Vertreter in Land- und Bundestag
Die Gemeinde Juist gehört zum Landtagswahlkreis 87 Wittmund/Inseln, der den gesamten Landkreis Wittmund sowie im Landkreis Aurich die Städte Norderney und Wiesmoor, die Gemeinde Dornum und die Inselgemeinden Juist und Baltrum umfasst. Bei der letzten Landtagswahl in Niedersachsen vom 9. Oktober 2022 wurde das Direktmandat von Karin Emken (SPD) gewonnen. Sie erhielt 38,5 % der Stimmen. Emken löst damit den vorherigen Landtagsabgeordneten Jochen Beekhuis (parteilos, zuvor SPD) ab, der seit seinem Ausschluss aus der SPD-Fraktion am 22. Oktober 2019 dem Landtag als fraktionsloser Abgeordneter angehörte.
Bei Bundestagswahlen gehört Juist zum Wahlkreis 24 Aurich – Emden. Dieser umfasst die Stadt Emden und den Landkreis Aurich. Bei der Bundestagswahl 2025 wurde der Sozialdemokrat Johann Saathoff direkt wiedergewählt. Über Listenplätze der Parteien zog kein Kandidat der Parteien aus dem Wahlkreis in den Bundestag ein.

### Wappen, Flagge, Dienstsiegel und Logo

Wappen
Wappenvariante
Hissflagge
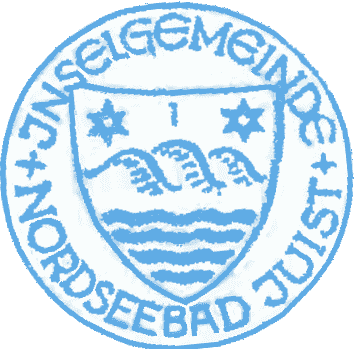
Dienstsiegel
Logo

Blasonierung: In Blau drei goldene Dünen; in den oberen Ecken je ein sechszackiges silbernes Sporenrad, unten vier silberne Wellenleisten.
Entworfen wurde das Inselwappen von Alf Depser, einem in Nürnberg geborenen Wahljuister. Als Vorlage diente ein Siegel der Evangelischen Kirchengemeinde Juist. Aus diesem wurden die Dünen übernommen. Die zwei silbernen Sporenräder weisen auf die frühere Zugehörigkeit zum Landkreis Norden hin.
Die Flagge der Inselgemeinde Juist zeigt in drei gleich breiten Querstreifen von oben nach unten die Farben Weiß, Blau und Gelb und in der Mitte, den weißen und den gelben Streifen je bis zur Hälfte übergreifend, das Wappen der Inselgemeinde Juist. Das Dienstsiegel enthält das Wappen und die Umschrift INSELGEMEINDE NORDSEEBAD JUIST

## Kultur und Sehenswürdigkeiten

### Museen und Ausstellungen

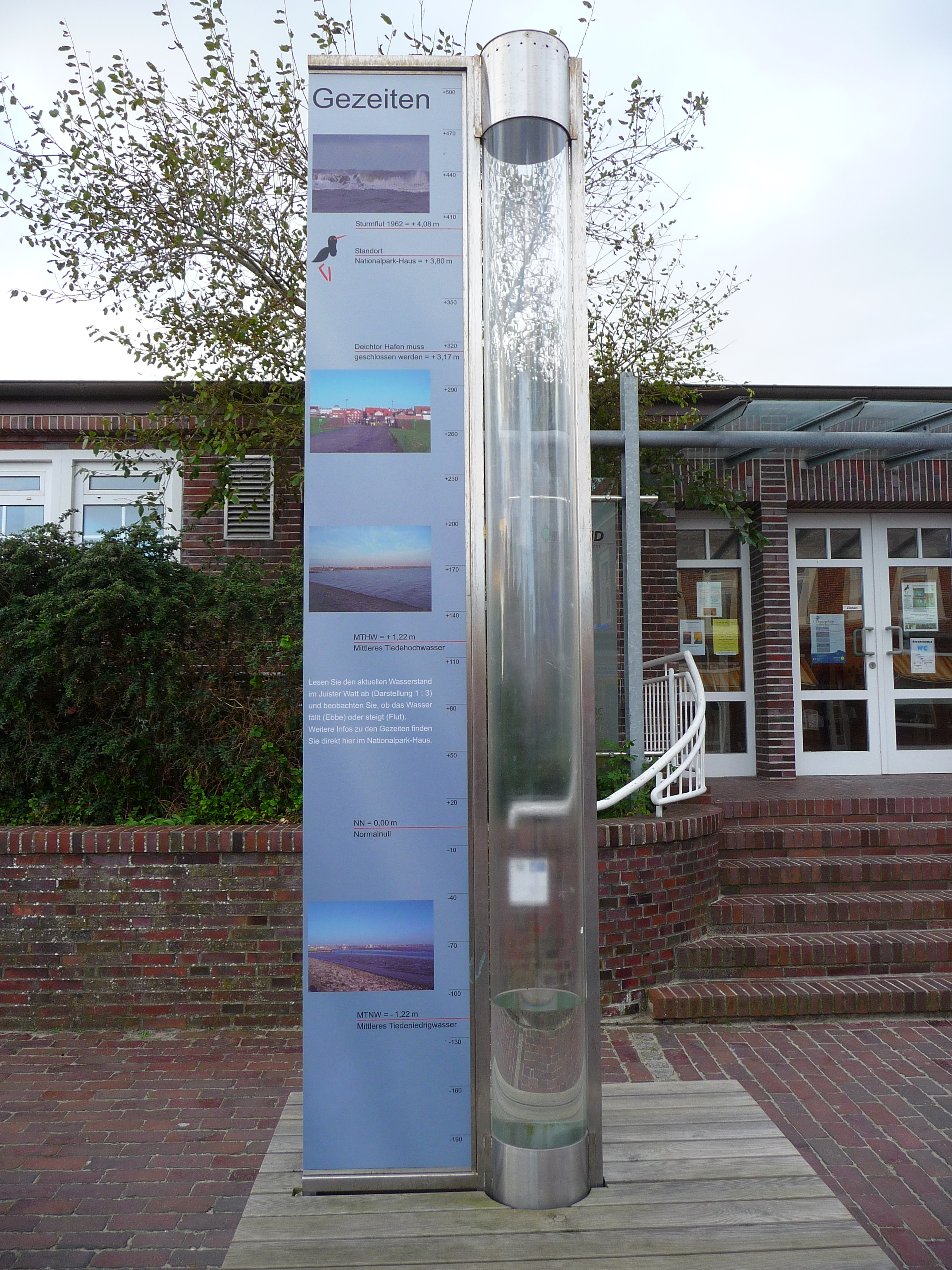
Gezeitensäule vor dem Nationalparkhaus

Das Inselmuseum Juist befindet sich im Juister Ortsteil Loog, dem kleineren Nachbarort westlich des Hauptortes. Auf einer Ausstellungsfläche von rund 500 Quadratmetern zeigt das Museum Exponate von der touristischen Entwicklung Juists über das traditionelle maritime Handwerk bis zu Eindrücken von heutigen Off-Shore-Windparks. Außerdem ist eine jährlich wechselnde Sonderausstellung zu sehen, derzeit (2024) „Bilderbücher an der Wand – Historische Fliesen in friesischen Stuben“. Jährlich besuchen etwa 10.000 Personen die Ausstellung.
Das 1990 eröffnete Nationalpark-Haus Juist hat seinen Sitz im alten Inselbahnhof direkt am Kurplatz. Es ist eines von 14 Nationalpark-Häusern und -Zentren an der niedersächsischen Küste. Die gebührenfreie Ausstellung vermittelt vielfältige Informationen zum Nationalpark Wattenmeer. Hauptattraktion der Ausstellung ist das neun Meter lange Skelett eines 2001 auf Juist gestrandeten Zwergwals. Weitere Themen der Ausstellung sind die Flora und Fauna der Insel. Die Unterwasserwelt der Nordsee kann in Meerwasseraquarien entdeckt werden. Vor dem Nationalparkhaus stand eine rund 2,50 Meter hohe Gezeitensäule, die den aktuellen Wasserstand im Juister Watt im Maßstab 1:3 anzeigte. Der langjährige Umbau ist mittlerweile abgeschlossen und die überarbeitete Ausstellung kann wieder besucht werden. Veranstaltungen wie bspw. Wattwanderungen fanden auch während der Umbauphase statt.
Am Janusplatz in der Ortsmitte vom Dorf liegt das 1811 erbaute Haus Siebje. Es gehört zu einem Quartett ursprünglicher Insulanerhäuser, die rings um den Platz stehen. Der Heimatverein Juist e. V. hat eines dieser Häuser erworben und in den Jahren 1983 bis 1986 in Eigeninitiative restauriert. Im Haus finden regelmäßig kunsthandwerkliche Ausstellungen und Vernissagen heimischer Künstler statt. Das Obergeschoss beherbergt das Archiv des Heimatvereins.

### Bauwerke und Sehenswürdigkeiten

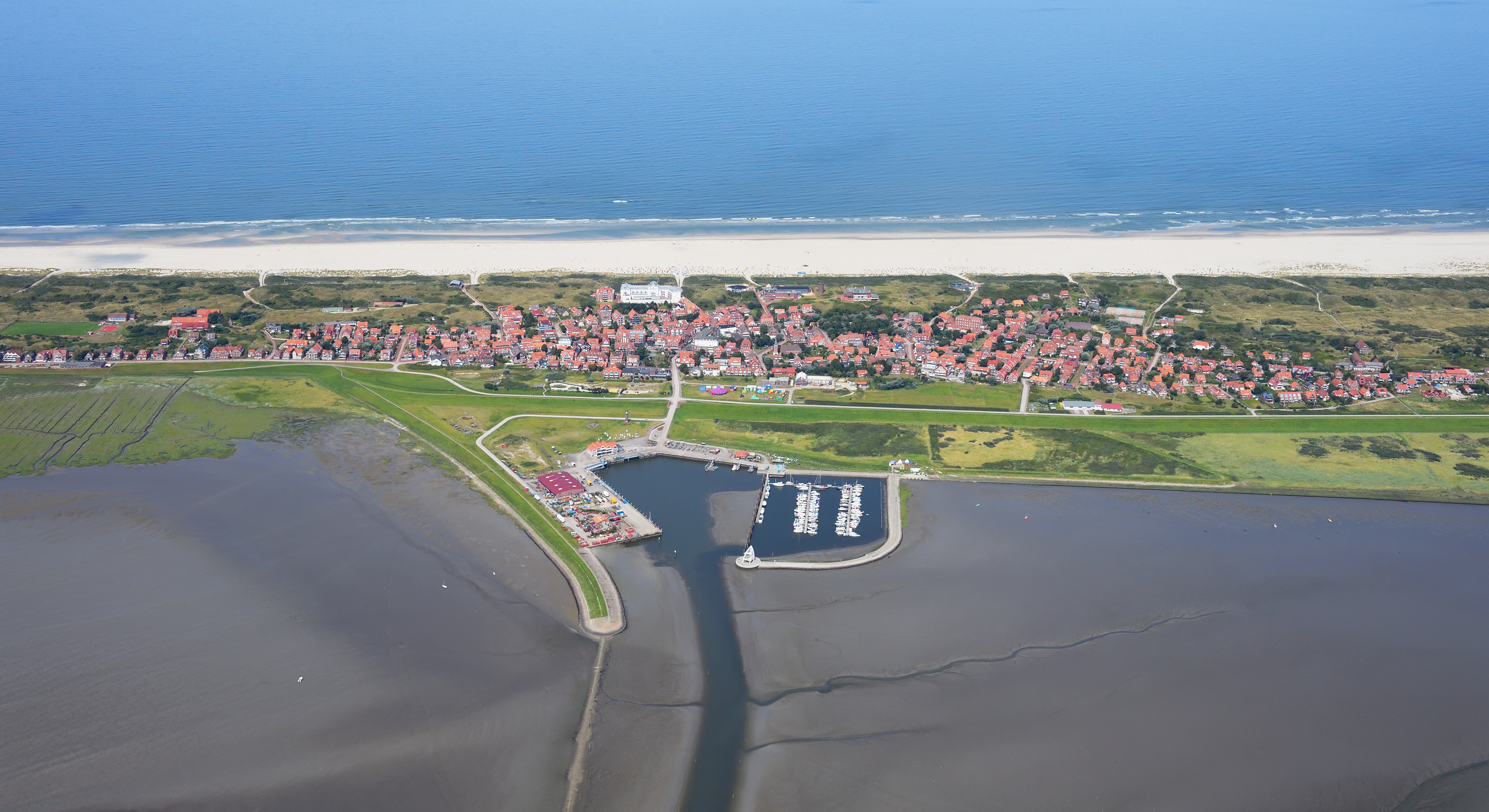
Das Dorf Juist 2024; Blick über die gesamte Breite der Insel mit dem Hafen im Vordergrund

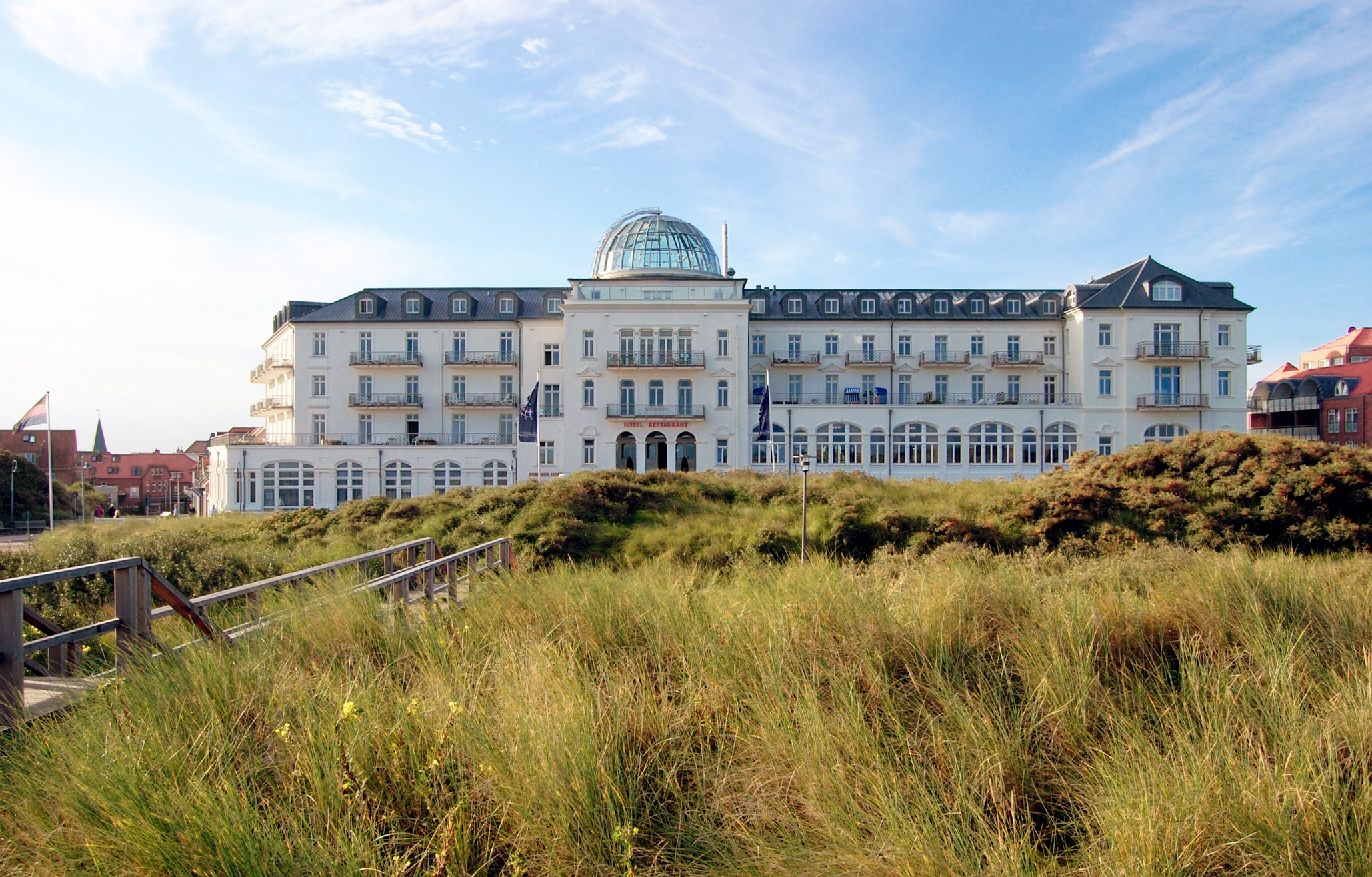
Das „Strandhotel Kurhaus“ von der Strandseite aus gesehen

Die von der Nordsee aus sichtbare Silhouette Juists besteht aus dem „Haus des Kurgastes“, dem Wasserturm, dem Meerwasser-Erlebnisbad, dem Café-Restaurant „Strandhalle“ und dem Strandhotel „Kurhaus“.
Das Strandhotel wurde am 1. Juli 1898 als „Kurhaus Juist“ eröffnet. Es wird auch als „Weißes Schloss am Meer“ bezeichnet. 1984 wurden die Fassade und der „Weiße Saal“ des Gebäudes unter Denkmalschutz gestellt. Ab 1994 erfolgte eine umfassende Sanierung des gesamten Gebäudes, die 1998 mit der Wiedereröffnung zum 100-jährigen Bestehen des Hauses abgeschlossen wurde. Seit der Renovierung trägt das Kurhaus eine dem Berliner Reichstagsgebäude nachempfundene Glaskuppel. 2023 teilte das Niedersächsische Landesamt für Denkmalpflege der Inselgemeinde Juist mit, dass das Gebäude aus dem Denkmalschutz herausgenommen werden soll. Es erfülle nicht mehr die Voraussetzungen eines Kulturdenkmals.

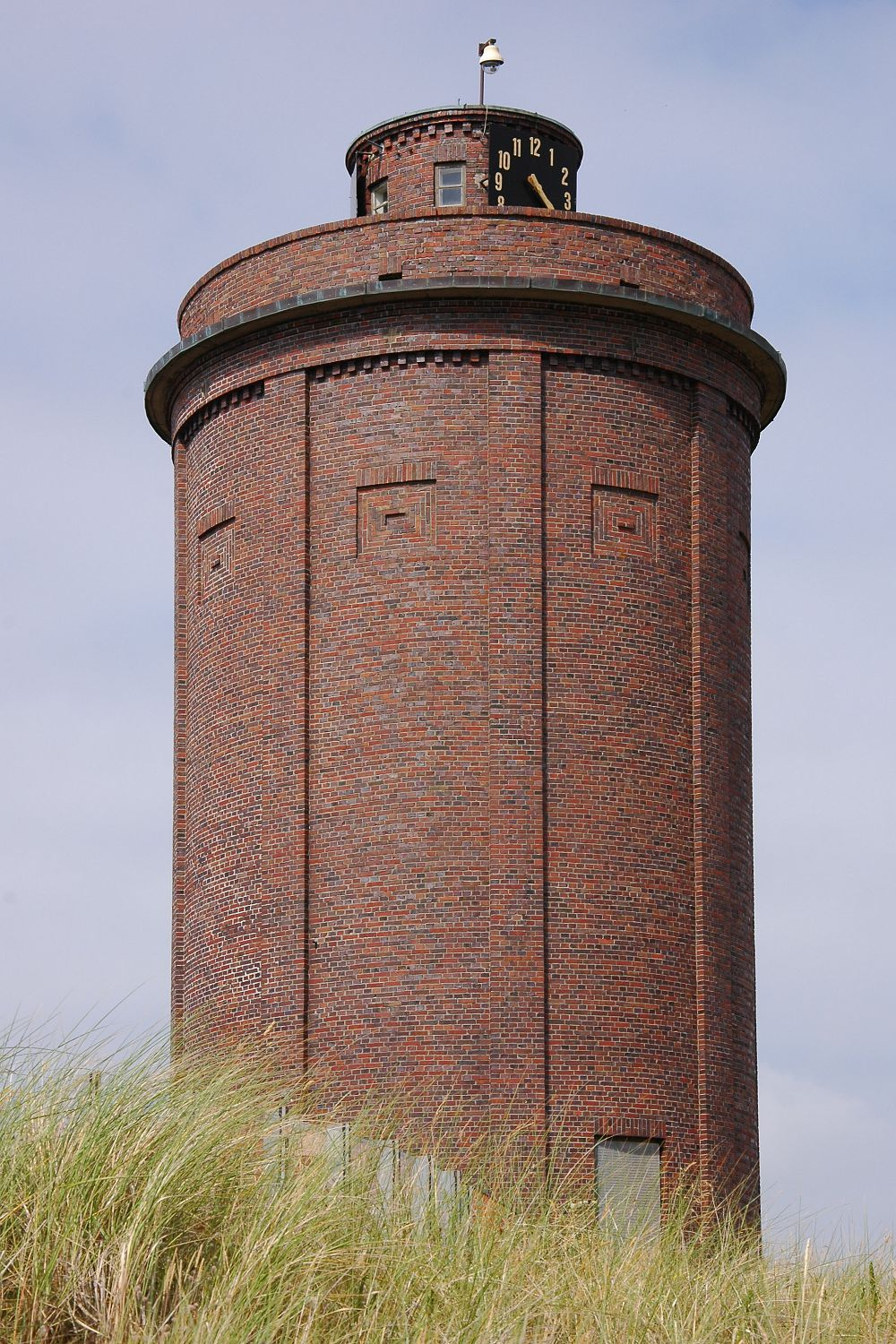
Wasserturm von Juist (2009)

Der 1927/1928 gebaute Wasserturm steht auf der mit 22,1 Metern höchsten Juister Düne. Die eigene Höhe des Wasserturms beträgt 13 Meter, so dass der Wasserturm alle anderen Gebäude der Insel überragt. Er kann nicht als Aussichtsturm genutzt werden. Trotz seines Alters ist der Wasserturm heute noch ein wichtiges Element der Juister Wasserversorgung, denn er trägt ein 250 Kubikmeter fassendes Vorratsbecken zur Erzeugung des notwendigen Wasserdrucks.

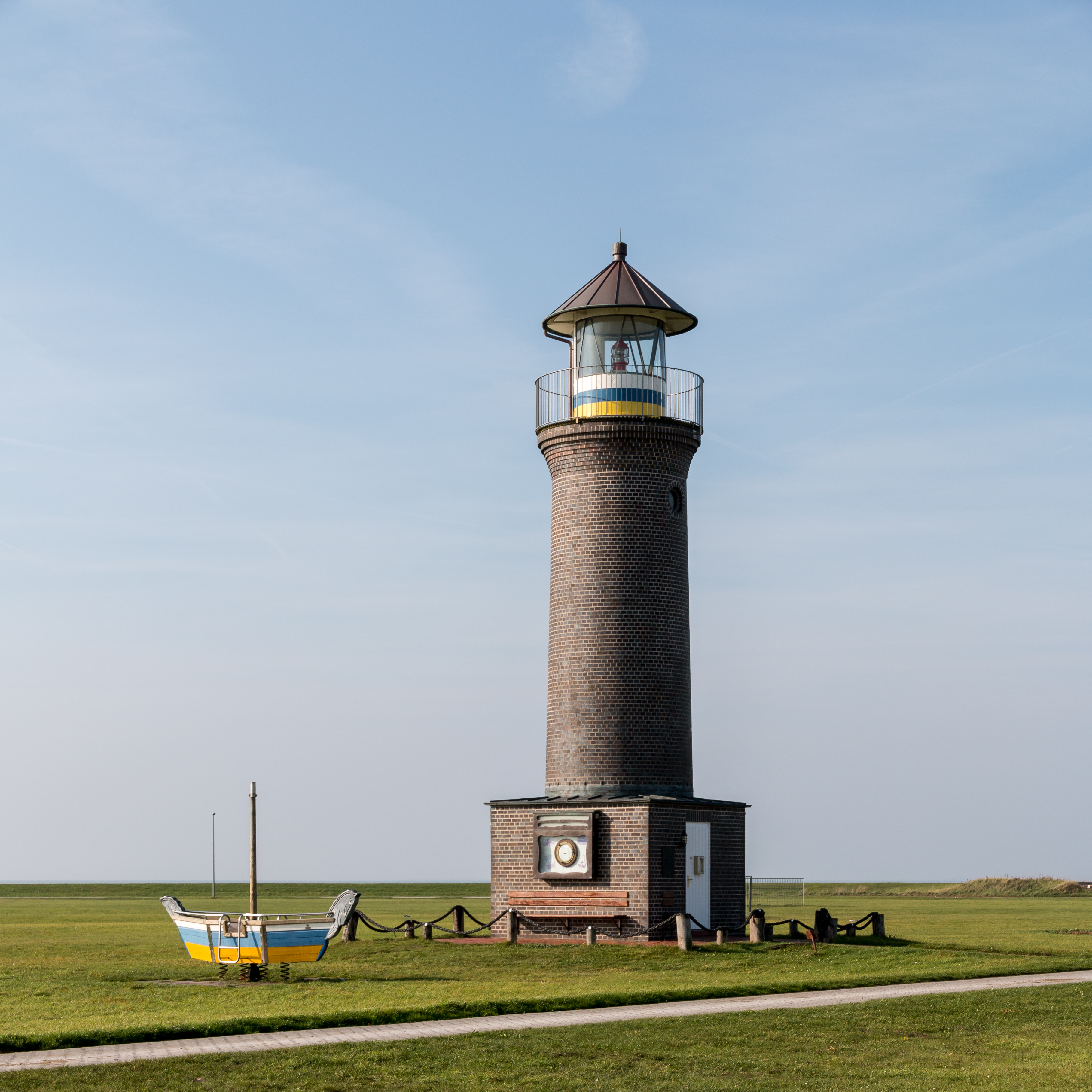
Memmertfeuer

Ursprünglich besaß Juist keinen eigenen Leuchtturm. Die Leuchtfeuer der benachbarten Inseln Borkum und Norderney reichten zur Orientierung der Schifffahrt aus. Dass es seit Ende 1992 doch einen kleinen Leuchtturm auf der Insel gibt, ist einer Interessengemeinschaft zu verdanken, bestehend aus dem Heimatverein Juist, dem Segelklub Juist und der Anglergemeinschaft „NO.PO.NI.RE Fischereigenossenschaft AG“. Die Interessengemeinschaft erwarb das in Emden gelagerte Laternenhaus des 1986 stillgelegten Leuchtfeuers der benachbarten Vogelschutzinsel Memmert. Der dazugehörige Turm wurde in Hafennähe neu gebaut und mit dem gekauften Laternenhaus ausgestattet. Das „Memmertfeuer“ hat für die Schifffahrt keine Bedeutung, sondern dient ausschließlich touristischen Zwecken. Daher schickt er seine Lichtsignale im 13-Sekunden-Takt auch in Ost-West-Richtung über die Insel, damit sein Leuchtfeuer von See her nicht gesehen werden kann. Von April bis Oktober kann der Leuchtturm täglich im Rahmen einer Führung bestiegen werden.
Der Anfang der 1930er Jahre hergerichtete und 2005 neu gestaltete Kurplatz ist das Zentrum des Hauptortes. Hier befindet sich der 2004 eingeweihte Musikpavillon, in dem während der Saison mehrmals in der Woche das Kurorchester sowie Musikgruppen und Chöre auftreten. Seit 2022 tritt jede Woche eine wechselnde Band anstelle des Kurorchesters auf. Mittelpunkt der Grünanlage ist jedoch für viele der sogenannte Schiffchenteich, ein flaches, ehemaliges Springbrunnenbecken, auf dem schon Generationen von Kindern ihre Schiffsmodelle fahren ließen.
Die Kurpromenade von Juist verläuft durch die Dünen oberhalb des Hauptstrandes vom Strandaufgang „Schoolpad“ im Westen bis zum Strandaufgang „Karl-Wagner-Straße“ im Osten. Seit 2010 befinden sich an der rund eineinhalb Kilometer langen Promenade drei aufwendig gestaltete Aussichtsplattformen, von denen man einen weiten Blick über den Strand und die Nordsee werfen kann, ohne die geschützten Dünen selbst zu betreten, da die Juister Strandpromenade nicht direkt am Strand entlangführt. Weitere Aussichtsplattformen befinden sich im Loog und westlich des Hammersees. Insbesondere der „Dree Water Uitkiek“ am Strandaufgang „Loog“ bietet, wie schon der plattdeutsche Name andeutet, die Möglichkeit, drei Gewässer von einem Aussichtspunkt zu überblicken: die Nordsee im Norden, das Wattenmeer im Süden der Insel und den Hammersee im Westen.
Der 7. Längengrad durchquert Juist in nord-südlicher Richtung. Am Schnittpunkt des Längengrads mit der Juister Strandpromenade weist seit 2006 ein vom Heimatverein Juist installiertes Bronzerelief auf diese Besonderheit hin. Im Jahr 2008 sollte ein Duplikat des Bronzereliefs auf der Promenade der neuen Seebrücke installiert werden, jedoch ergaben genaue Messungen, dass der 7. Längengrad wenige Meter östlich im Watt verlief. Das Relief wurde trotzdem auf dem west-östlichen Teil der Seebrücke installiert und die abweichende Verlegung auf 6° 59' 54″ Ost mit einem Hinweis in Form einer Bronzetafel dokumentiert. Zudem ist auf der Seebrücke, dem Fußweg zum Seezeichen im Hafen, ebenfalls eine Plakette zu sehen.
Vor dem Standesamt im Gebäude des historischen Warmbades steht seit Dezember 2003 die Bronzeskulptur Juister Badefrau, die ein nacktes, junges Mädchen zeigt, das unter der Aufsicht einer alten Badefrau vorsichtig einen Fuß ins Meer taucht. Das 50 Zentimeter hohe Kunstwerk ist ein Werk des Leeraner Künstlers Karl-Ludwig Böke und war ursprünglich nur das Modell für eine überlebensgroße Bronzeskulptur, die der Juister Kunstverein der Gemeinde zum 150-jährigen Jubiläum Juists als Seebad stiften wollte. Nachdem die Verwirklichung des Projekts mehrfach aufgeschoben worden war, suchte und fand man wenigstens für das Modell einen würdigen Standort.
Entlang der Juister Strandstraße in Richtung Badestrand befinden sich die Strandläufer, vier kleine Bronzeskulpturen des Bildhauers Wolfgang Lamché aus Ennigerloh. Die Skulpturen zeigen vier Szenen eines Badegastes auf dem Weg vom Strand ins Meer. Die auf Granitstelen aufgesetzten Skulpturen entstanden 2002 auf Initiative des Arbeitskreises „Kunst auf Juist“ des Juister Heimatvereins. Gesponsert wurden die Kunstwerke von Insulanern und Gästen.

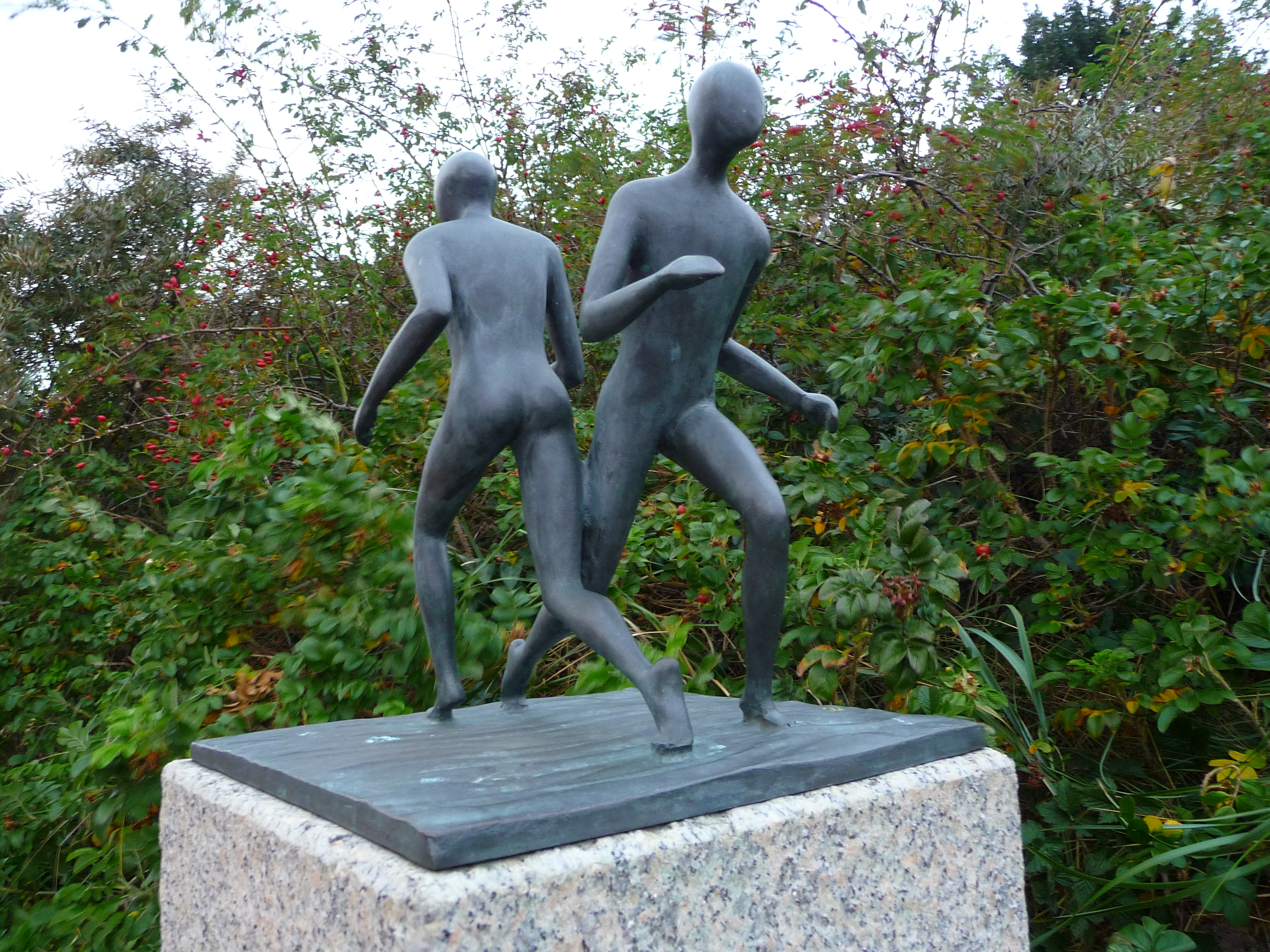
Strandläufer
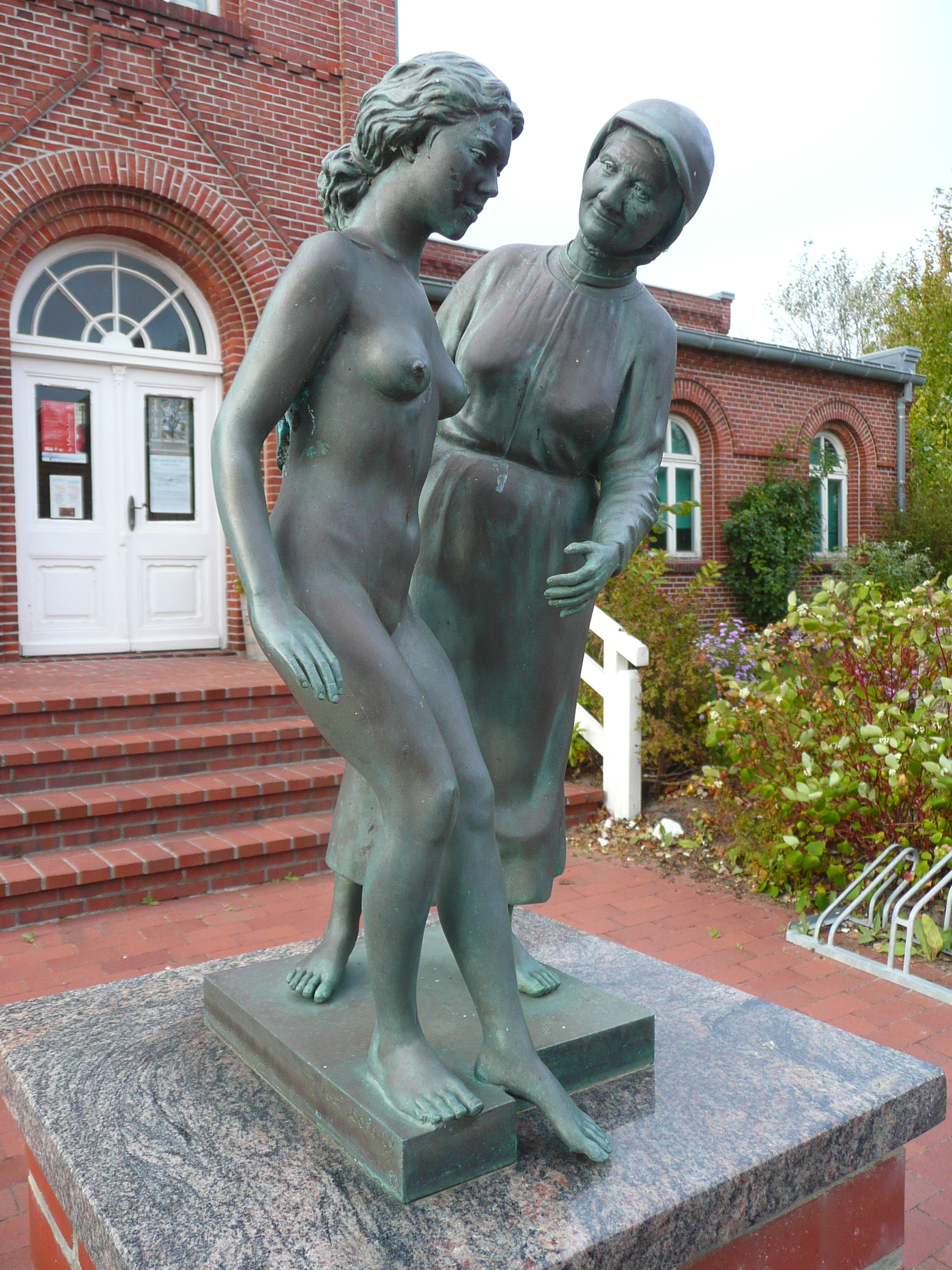
Juister Badefrau

Mit dem Seezeichen gibt es ein weiteres Wahrzeichen, das offiziell am 18. Juli 2008 eingeweiht wurde. Das 17 Meter hohe Seezeichen, das die Form einer im Strom treibenden Boje hat und über eine Aussichtsplattform verfügt, befindet sich am Ende der rund 350 Metern langen neuen Seebrücke. Darin eingefasst wurde ein neuer Sportboothafen mit bis zu 212 Liegeplätzen, Nicht nur die Kosten von fast 6 Millionen Euro führten im Vorfeld zu heftigen Diskussionen bei den Inselbewohnern, zumal neben EU- und Landesfördermitteln hiervon etwa 1,2 Millionen Euro als Eigenanteil von der Inselgemeinde Juist aufzubringen waren. Entgegen den Erwartungen muss weiterhin alljährlich der angeschwemmte Schlick ausgebaggert werden.
Der von 2009 bis 2011 entstandene Otto-Leege-Pfad ist ein ökologisch-künstlerischer Lehrpfad, der dem Juister Naturwissenschaftler Otto Leege (1862–1951) gewidmet ist. Er befindet sich in den Juister Ostdünen zwischen dem Hauptort der Insel und der Wilhelmshöhe. Der rund einen Kilometer lange Lehrpfad erläutert den Inselgästen und Insulanern die Natur der Düneninsel mit ihren komplexen ökologischen Zusammenhängen. Dabei durchquert er auf seinem Weg die Insel von Süden nach Norden.

## Naturdenkmäler

### Hammersee

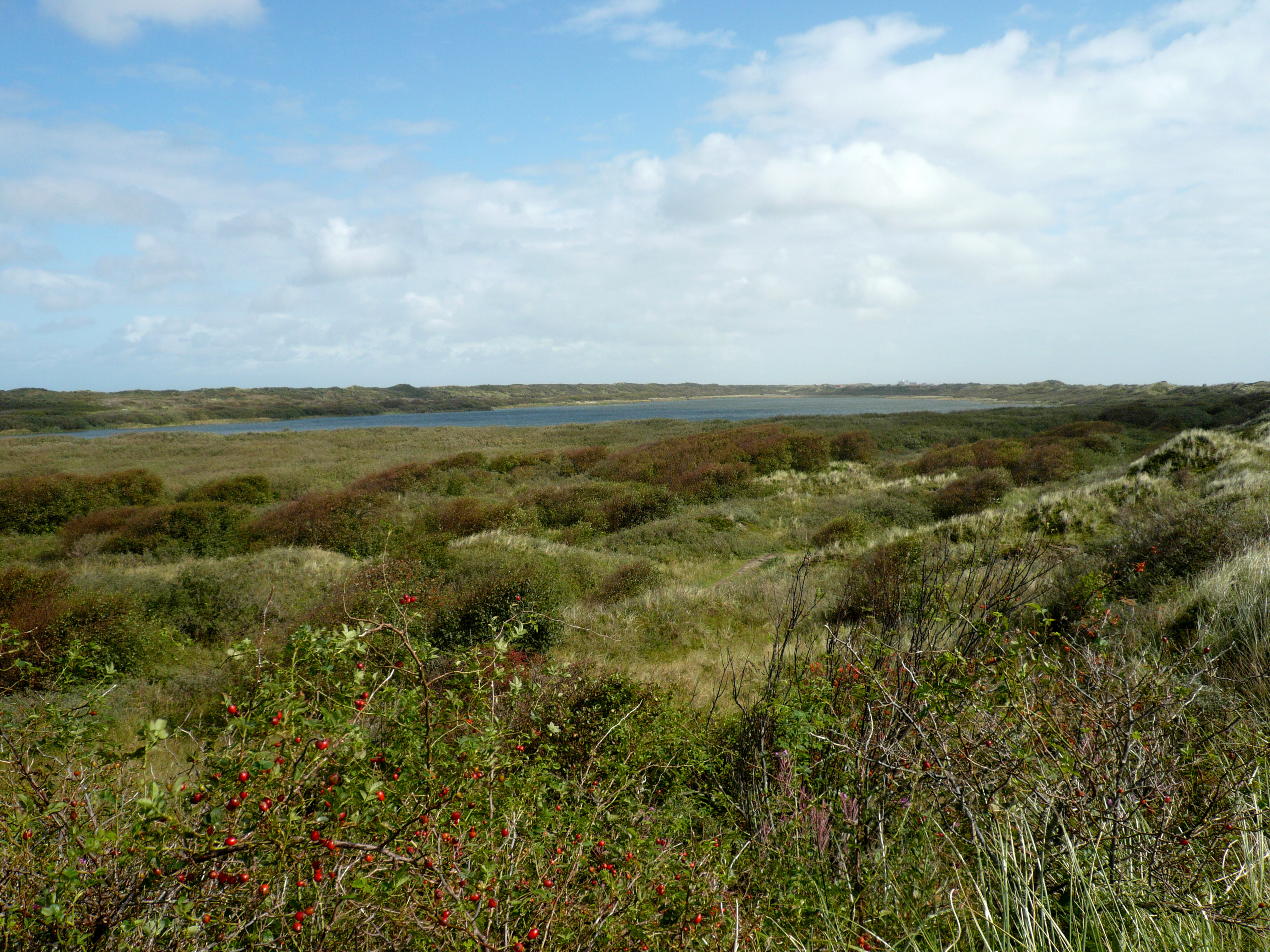
Hammersee

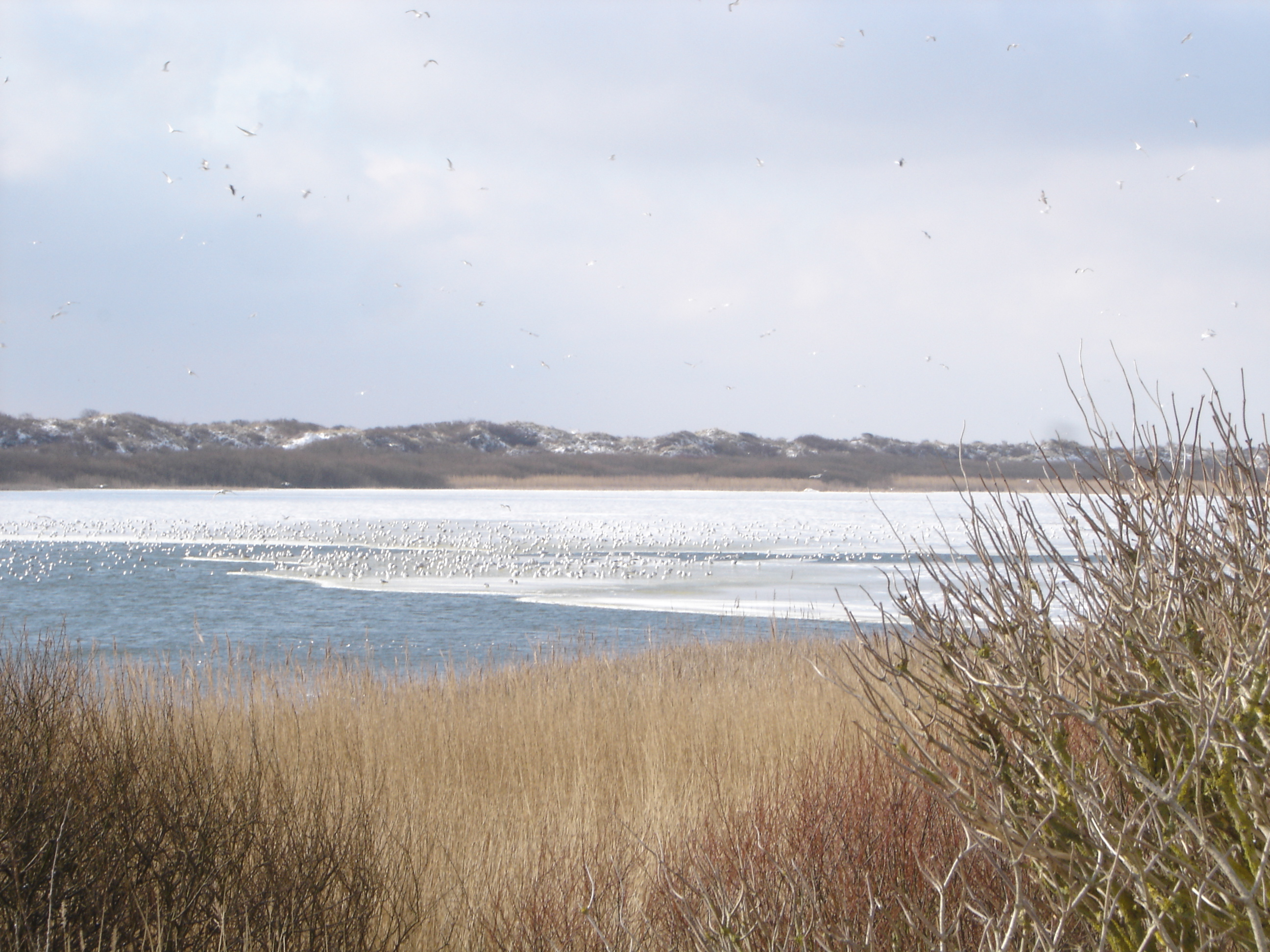
Teilweise zugefrorener Hammersee mit Möwen auf dem Eis

Eine naturkundliche Besonderheit ist das Naturdenkmal Hammersee, der größte Süßwassersee auf einer Nordseeinsel. Das Binnengewässer findet sich im westlichen Inseldrittel. Der Name des Sees deutet auf seinen Ursprung hin. „Hammer“, vom ostfriesischen Wort „Hammrich“, ist eine gemeinschaftlich genutzte Weidefläche (vgl. Alm in den Alpen). Der See ist durch die Überflutung einer solchen Hammrich-Weide entstanden.
Infolge der Petriflut von 1651 war die Insel zunächst in zwei Teile getrennt. Um das Jahr 1770 wurde damit begonnen, den etwa zwei Kilometer breiten Durchbruch zuerst an der Südseite zuzuschütten, was 1877 beendet war. Erst ab 1928 wurde die zur See liegende Nordseite mit einem Sanddamm geschlossen. Bei einer Sturmflut brach das Wasser 1932 durch den nördlichen Deich, überflutete das Gelände dahinter und floss nicht mehr ab.
Im Laufe der Zeit ging der Salzgehalt im Hammersee zurück – heute ist es ein leicht brackiger Süßwassersee mit Schilfröhricht, umgeben von Dünenketten. Der Hammersee unterliegt einer ständigen Verlandung.
Er ist ein wichtiges Nahrungs- und Rastgebiet für Insekten und Vögel. Durch den ihn umgebenden Wald- und Schilfgürtel stellt der Hammersee ein relativ störungsarmes Gebiet mit reichhaltigem Nahrungs- und vor allem Süßwasserangebot dar. Für Menschen ist er nur an wenigen Stellen zugänglich. Die heutige offene Wasserfläche beträgt noch 17,3 Hektar; einschließlich der Verlandungszonen umfasst das Feuchtgebiet über 35 Hektar. Seine Tiefe beträgt im Mittel rund 1 Meter.

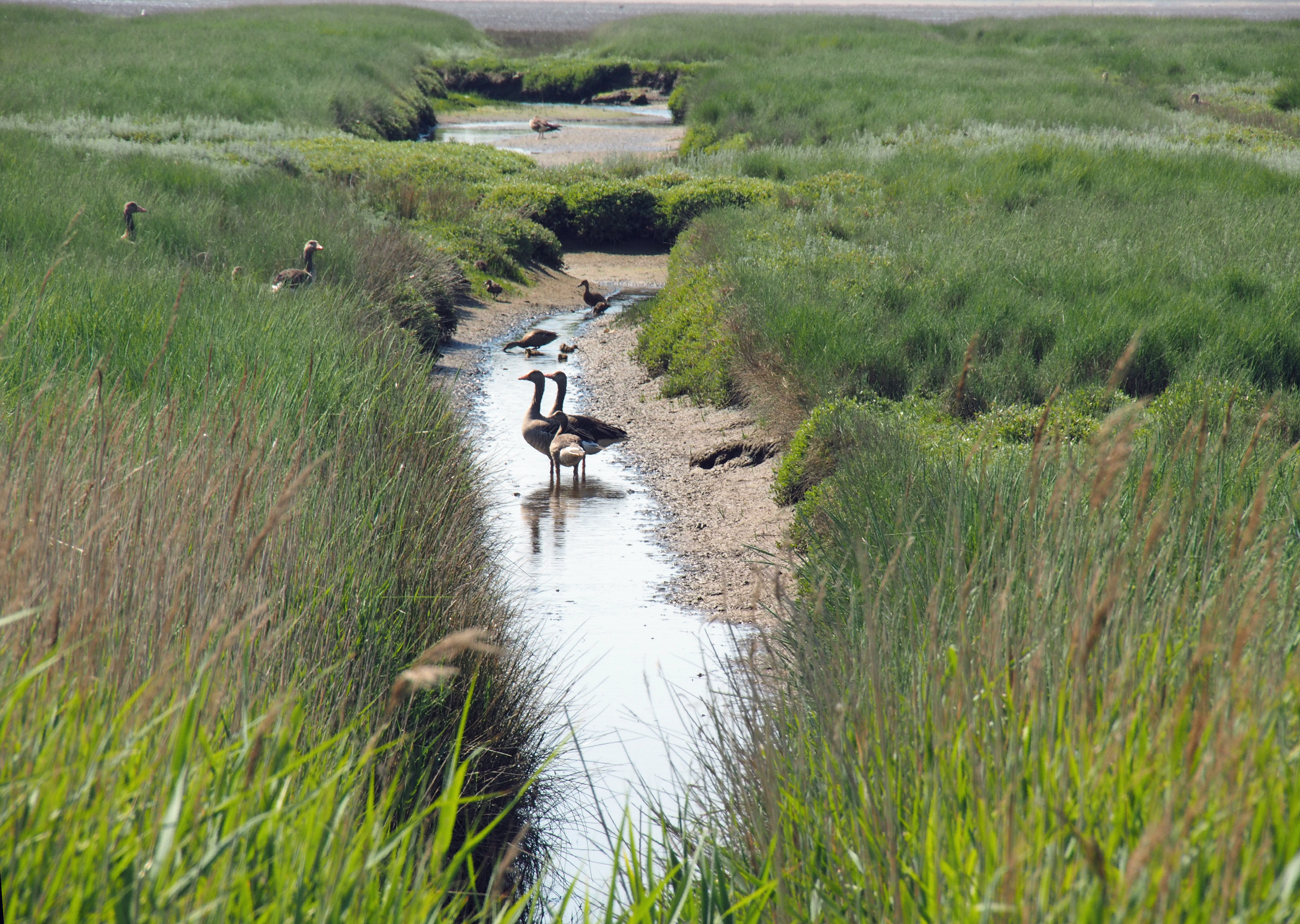
Salzwiesen am Westende der Insel

### Die Bill – Juister Westende

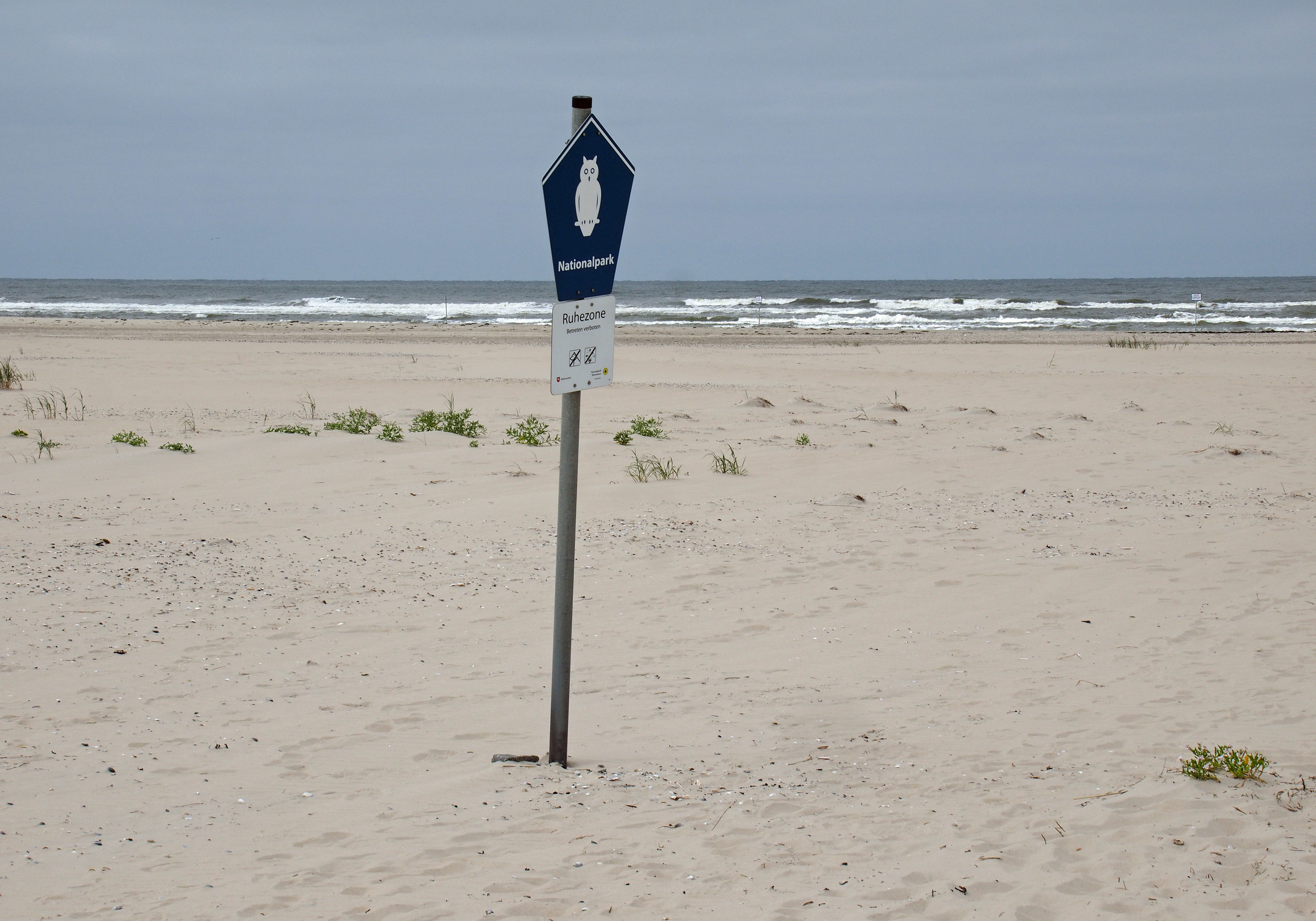
Das Billriff

Juist geht im Westen in eine große Sandbank, das Billriff (auch Schillplate genannt) über. Hier kann man, vor allem während der Vogelzugsaison, zigtausende Zugvögel (vor allem Alpenstrandläufer, Kiebitzregenpfeifer und Knutts) beobachten. Deshalb und auch wegen gefährlicher Treibsandbereiche ist das Betreten des Billriffs nur an der Nordkante und nur bei Niedrigwasser erlaubt.
An diesem Ende der Insel steht die „Domäne Bill“, früher eine Domäne (Bauernhof), heute ein beliebtes Ausflugslokal.
Gut 800 Meter westlich der Bill liegt die Kachelotplate, durch den Priel Haaksgat von Juist getrennt. 1400 Meter südlich liegt die Nordseeinsel Memmert, die von Juist durch den Priel Juisterbalje getrennt ist.

### Der Kalfamer – Juister Ostende

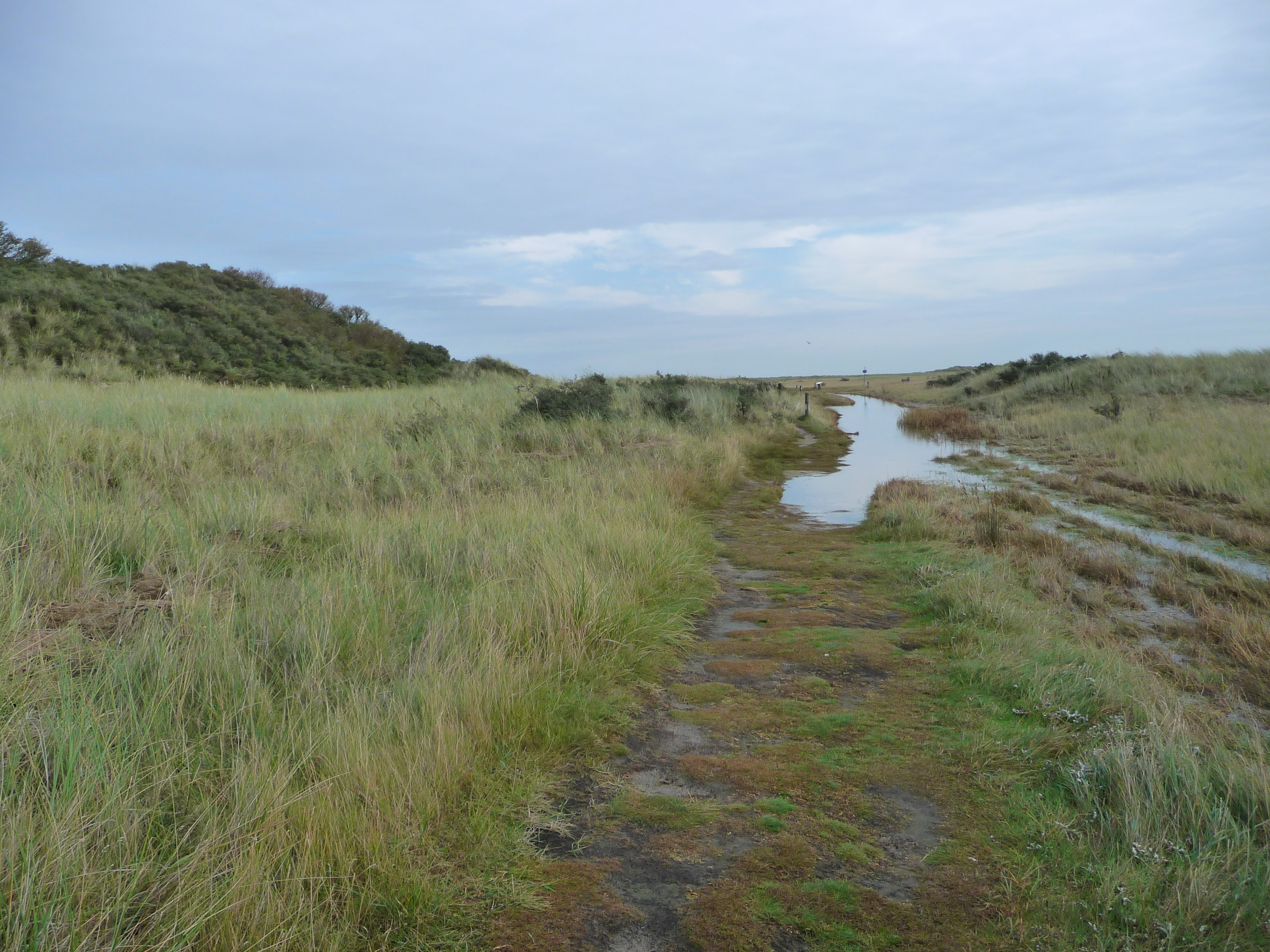
Kalfamer

Der Kalfamer befindet sich am äußersten Ostende der Insel und ist ein wichtiges Vogelrast- und Brutgebiet. Am Kalfamer wird mehr Sand angetrieben als abgetragen, weswegen dieser Teil der Insel langsam nach Osten wächst und somit das geologisch jüngste Gebiet der Insel bildet. Der Name Kalfamer stammt von den plattdeutschen Wörtern „Kalv“ für Kalb sowie „Hammer“ für niedrig gelegene feuchte Wiese und bedeutet sinngemäß Kälberwiese.
Das Gebiet gehört zur Ruhezone I des Nationalparks Niedersächsisches Wattenmeer und darf ohne spezielle Führungen nur in der Zeit vom 1. November bis 31. März auf dem genau dafür zugelassenen Weg betreten werden. Der Weg ist durch grüne Holzpflöcke markiert und kann nur bei Niedrigwasser gegangen werden. Der Weg beginnt wenige Meter hinter dem Juister Flughafen mit einer Informationstafel und endet an einer weiteren in den Norddünen des Kalfamer. Während der Brutzeit vom 1. April bis zum 31. Oktober ist der Zutritt zum Kalfamer nur im Rahmen von vorher angemeldeten Führungen möglich. Die Einhaltung wird durch entsprechendes Nationalpark-Personal überwacht.

### Grünanlagen
Der Janusplatz ist die zentrale Grünanlage im Hauptort der Insel. Sie erhielt ihren Namen zu Ehren von Pastor Gerhard Otto Christoph Janus (1741–1805), der von 1772 bis 1789 als Pastor auf Juist wirkte. 1783 empfiehlt Janus das Seebaden mit einer Eingabe an den Landesherrn Friedrich den Großen. Die Eingabe gilt heute als ältestes Dokument zur deutschen Seebädergeschichte und Pastor Janus als Vater des deutschen Seebädergedankens. Am Janusplatz stehen vier der ältesten Häuser der Insel. Das Haus Raß von 1802 ist das älteste, es folgt das Haus Siebje von 1811, das Haus Wäcken von 1852 und die ehemalige Inselweberei Haus Hoff von 1856.
Da die Insel Juist zu großen Teilen in den geschützten Zonen des Nationalpark Wattenmeer gelegen ist, verfügt Juist über viel unberührte Natur. So entsteht der Eindruck einer sehr grünen, natürlichen Insel, die den Urlaub im Einklang mit der Natur möglich macht.

## Sport
Der 1966 gegründete Turn- und Sportverein TSV Juist e. V. ist mit rund 320 Mitgliedern der größte Sportverein der Insel. Als Spielorte stehen dem Verein die Sporthalle und der Sportplatz der Inselschule zur Verfügung. Die Fußball-Herrenmannschaft löste sich im Oktober 2018 aus Mangel an Spielern auf. Zuvor war die Mannschaft, die aufgrund der Tideabhängigkeit der Insel ihre Ligaspiele (Ostfrieslandklasse C, Staffel 1) auf dem Festland oft im Doppelpack absolviert hatten, durch diese Doppelspieltage bundesweit bekannt geworden.
Für Kinder und Jugendliche, die als Feriengäste auf der Insel sind, werden auf der Insel aber weiterhin kleinere Fußball-Turniere, die vom immer noch bestehenden TSV Juist veranstaltet werden, angeboten. Mittlerweile gibt es auch Turniere für Erwachsene. Die Turniere werden zweimal im Jahr im Dünenkessel ausgetragen.
Der Segelklub Juist e. V. wurde 1936 von fünf Segelkameraden ins Leben gerufen. 2011 wurde das 75-jährige Jubiläum gefeiert. Seit dem Sommer 2008 ist der Segelklub auch gleichzeitig Betreiber des neuen Juister Sportboothafens. Der neue Hafen entstand im Zuge des Baus einer 334 Meter langen Seepromenade zum neuen Seezeichen an der Hafeneinfahrt. Das von der Promenade eingefasste Areal bietet Platz für bis zu 212 Liegeplätzen. Aktuell bietet die Schwimmsteganlage des Vereins 177 Liegeplätze.
Auf Juist befinden sich Anlagen für Tennis, Boule und Minigolf (erste im Ostdorf, die letzten beiden im Zwischendeichgelände). Ferner gibt es Angebote zum Windsurfen und Kitesurfen. Für Kurgäste werden neben diversen Laufsportveranstaltungen und einem kurzen Triathlon auch regelmäßig Turniere für Beachsoccer und Beachvolleyball ausgerichtet.

## Veranstaltungen

### Erlebnisangebote
Diverse Akteure auf Juist bieten für Inselgäste regelmäßig Kutschfahrten, Radtouren, Geocaching oder Schiffsausflüge. Rundflüge vom Flugplatz Juist aus wurden bis März 2025 über den FLN der Reederei Norden-Frisia angeboten.

### Regelmäßige Veranstaltungen
- Vor Ostern: Juister Gesundheitswoche
- Christi Himmelfahrt: Juister Musikfestival (seit 2000)
- Juni bis Oktober: Juister Kurorchester (1981–2021) // ab 2022: Töwerland-Konzerte mit wöchentlich wechselnden Bands
- Juli: Juister Familienfest (seit 2008)
- September: Krimifestival Tatort Töwerland (seit 2006)
- November: Juister Achtsamkeitstage

### Strandsport
Nach Zahlung des anfallenden Gästebeitrags sind die Angebote des Strandsports auf Juist zumeist kostenlos nutzbar. In der Hauptsaison werden fast täglich Kurse für Kinder und Erwachsene angeboten. Zudem werden Familienfeste, Turniere und Wettkämpfe veranstaltet, die immer zahlreiche Teilnehmer und Zuschauer anlocken.

## Fauna
Auf Juist leben neben den zahlreichen Tieren des Nationalparks Niedersächsisches Wattenmeer auch Kleintiere und Vögel wie der Feldhase und der Fasan. Zuletzt wurde am „GEO Tag der Artenvielfalt“ 2016 auf Juist die Artenvielfalt untersucht. Es wurden dabei 71 Vogelarten, 54 Schmetterlingsarten und 70 Käferarten nachgewiesen.
Als Experiment wurden im frühen 20. Jahrhundert auf der Insel Rehe ausgesetzt. Da diese auf dem Eiland keine natürlichen Feinde haben, sind noch heute die Nachkommen eben dieser Tiere auf der Insel zu sehen. Oft grasen die Rehe (teilweise mit Nachwuchs) in den Gärten der Häuser in der Billstraße oder überquerten die Strandpromenade.

## Wirtschaft und Infrastruktur

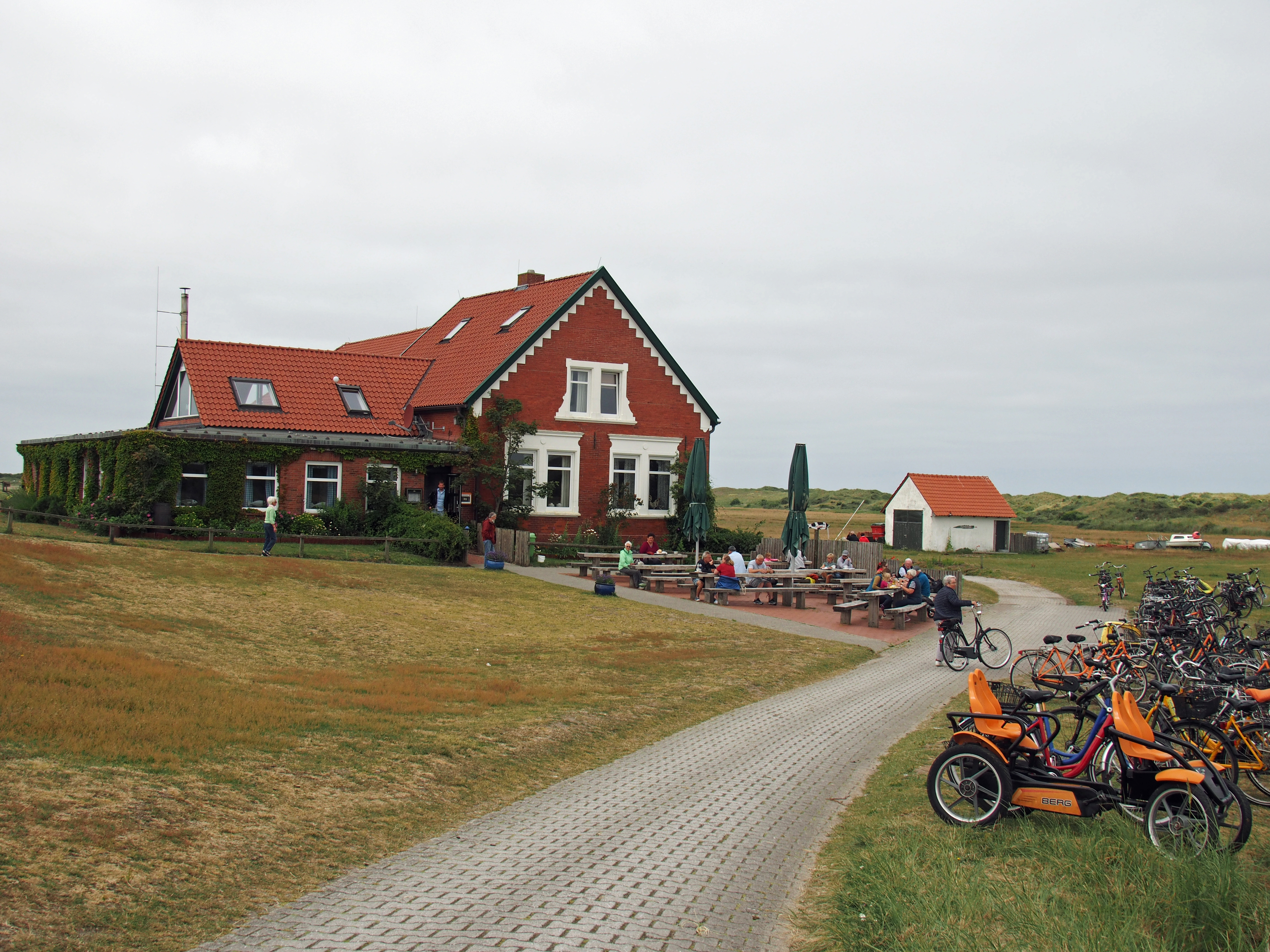
Domäne Bill am Westende der Insel

Der Tourismus ist die Haupteinnahmequelle für die Inselbewohner. In fast allen Häusern auf der Insel gibt es Unterkünfte, die an Urlaubsgäste vermietet werden. In der Hochsaison halten sich bis zu viermal so viele Touristen wie Einheimische auf der Insel auf, im Jahr 2008 waren es 89.015 Gäste (589.664 Übernachtungen). Trotz des in den Sommermonaten teilweise kühleren Seewetters und des hohen Preisniveaus ist die Insel in der Hochsaison regelmäßig ausgebucht.
Die autofreie Insel Juist ist – wie die anderen ostfriesischen Inseln – ein Nordseeheilbad. Die aerosolhaltige Seeluft kommt durch kleine Salzwassertröpfchen, die mit der Brandung aufgewirbelt werden, zustande. Daher ist Juist ein beliebtes Ferienziel für Menschen mit Atembeschwerden, aber auch empfohlen bei schwerwiegenden Hautproblemen wie Neurodermitis und durch das Reizklima auch bei psychosomatischen Störungen.
Im kleineren Juister Ortsteil Loog liegt die DJH-Jugendherberge von Juist. Das Angebot des 300-Betten-Hauses am Loogster Pad wendet sich zwar in der Regel an Schulklassen oder größere Gruppen, die Jugendherberge besitzt aber auch 12 Familienzimmer. Träger der Einrichtung ist der DJH Landesverband Unterweser-Ems e. V.
Auf Juist gibt es keinen Campingplatz. Außerdem ist das „Wilde Campen“ oder das Zelten auf der Insel ausdrücklich untersagt.
Wie alle ostfriesischen Inseln erhebt auch Juist einen separaten Kurbeitrag, der nur für örtliche touristische Zwecke verwendet wird. Zur Erhebung dient die sogenannte TöwerCard, eine scheckkartengroße Service- und Kurbeitragskarte. Vor Abreise muss der Kurbeitrag dann an Automaten oder in einer der Servicestellen im Rathaus, am Hafen, im Meerwasser-Erlebnisbad oder im Inselmuseum im Loog beglichen werden. Hierfür ist die Vorlage der An- und Abreisetickets notwendig, um die Höhe des Kurbeitrags zu errechnen. In den meisten Fällen (außer bei Reise mit den Inselfliegern oder dem Töwerland Express) wird der QR-Code auf dem Abreiseticket nach Zahlung des Kurbeitrags zur TöwerCard. Neben der Abrechnung der Kurbeiträge beinhaltet die TöwerCard als Servicekarte weitere Dienstleistungen, so z. B. den ermäßigten Eintritt in das Meerwasser-Erlebnisbad. Alle Servicestellen der Insel dienen gleichzeitig als Touristeninformationen, Zimmervermittlung, Zimmernachweis und Vorverkaufsstelle für Veranstaltungen.
Juist ist zur touristischen Vermarktung der Insel der Marketingorganisation Die Nordsee GmbH in Schortens beigetreten. Das Unternehmen vertritt die sieben Ostfriesischen Inseln sowie 15 niedersächsische Küstenorte. Es ist verantwortlich für die gemeinsame Pressearbeit, das Marketing, die Durchführung von Messen und Veranstaltungen, die Erstellung von Printmedien sowie die Klassifizierung von privaten Ferienunterkünften. Der übergreifende Werbeslogan lautet „die Nordsee, sieben Inseln – eine Küste“.
Zudem gehört Juist zur Marketingorganisation Ostfriesische Inseln mit Sitz in Borkum. Über diese Organisation werden die sieben ostfriesischen Inseln vertreten.
Juist selbst wirbt seit den 1990er Jahren mit dem Zusatz „Töwerland“, was sich vom friesischen Wort „Töwer“ = Zauber herleitet und also Zauberland bedeutet.
Neben dem Kurbeitrag erhebt die Gemeinde Juist seit dem 19. Dezember 2000 eine Zweitwohnungssteuer sowie einen Fremdenverkehrsbeitrag von Einheimischen, denen durch den Fremdenverkehr unmittelbar oder mittelbar wirtschaftliche Vorteile erwachsen.
Am 13. Januar 2017 wurde die Wohnungsbaugenossenschaft „Juist – Infrastruktur und Wohnen e.G“ in das Genossenschaftsregister eingetragen. Sie hat das Ziel die Wohnraumsituation auf der Insel durch Schaffen von Dauerwohnraum zu verbessern. Seit dem 1. Januar 2025 hat die Genossenschaft mit einem neuen Geschäftsfeld  Hafenlogistik den Frachtumschlag im Inselversorgungshafen von Juist übernommen.

### Schiffsverkehr

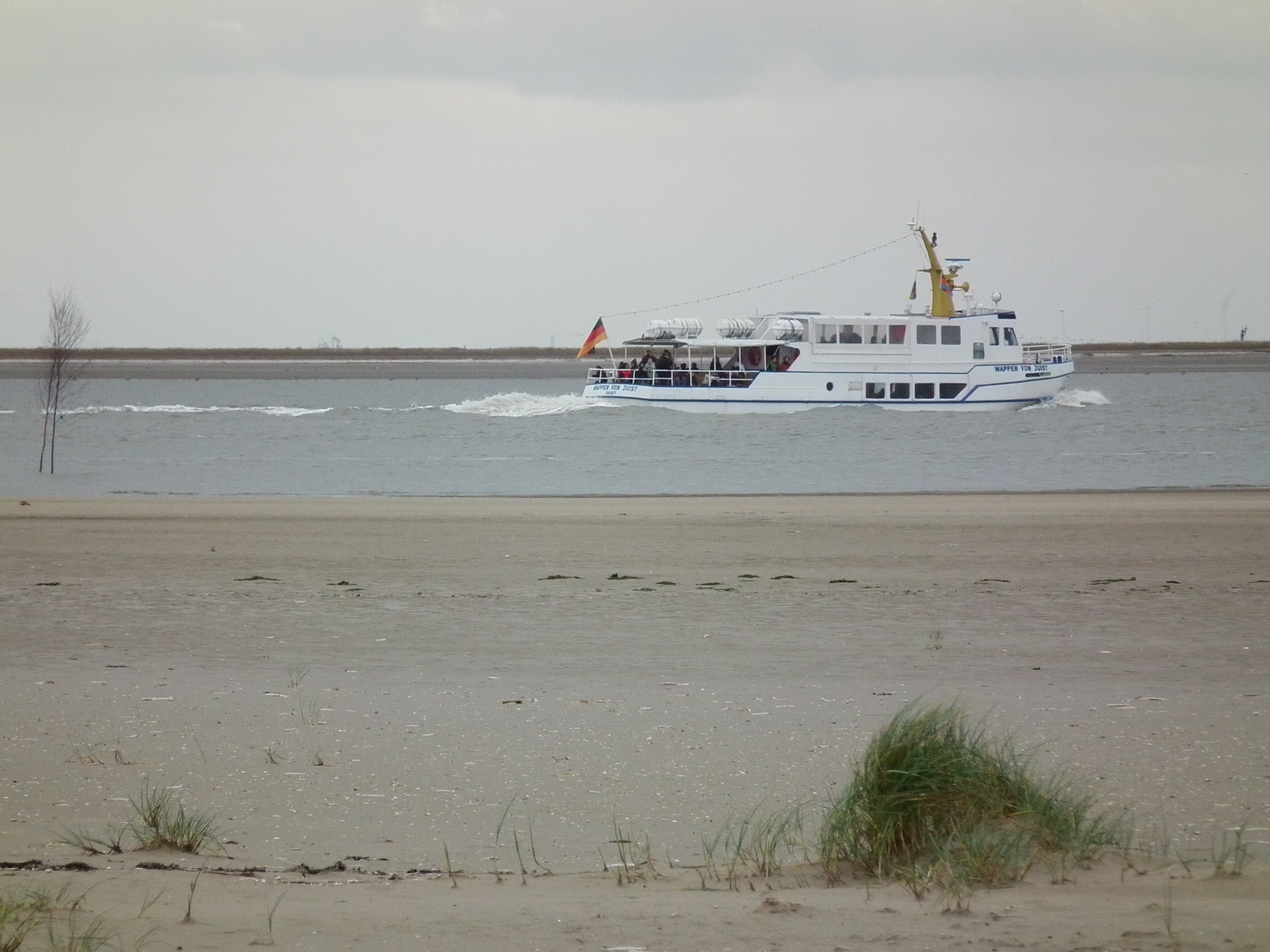
«Wappen von Juist»

Juist ist vom Bahnhof und Anleger Norddeich Mole auf dem ostfriesischen Festland aus mit den Fähren der auf der östlich liegenden Nachbarinsel Norderney beheimateten Reederei Norden-Frisia zu erreichen. Die Fähren verkehren tidenabhängig ein bis zwei Mal am Tag. Die Überfahrt mit der Fähre dauert in der Regel 90 Minuten, je nach Gezeitenstand und Windverhältnissen auch mal länger. Die Fähren verkehren mit Ausnahme der Sommermonate Juli bis September nur einmal pro Tag zur Insel und zum Festland. Tagesgäste sind aufgrund des tideabhängigen Fahrplans nur an bestimmten Tagen auf der Insel. Per Frachtfähre wird die Insel ebenso mit Gütern versorgt. Nach Informationen der Reederei Norden-Frisia beläuft sich das Frachtvolumen auf 23.000 Tonnen pro Jahr. 2017 wurden 346.000 Personen befördert. Das waren 3,7 % weniger als im Vorjahr.
Seit 2019 ist die Insel zusätzlich mit weniger tideabhängigen, kleineren Schnellfähren an den Hafen Norddeich angebunden. Hier operieren zwei konkurrierende Betreiber, die auf Juist ansässige Reederei Töwerland Express GmbH sowie die Unternehmensgruppe Reederei Norden-Frisia mit ihrem Inselexpress.
Im Hafen von Juist lag üblicherweise auch das Ausflugsschiff «Wappen von Juist». Sie legte regelmäßig zu Tagesausflügen nach Borkum und Norderney ab. 2022 wurden die Ausflugsfahrten mit der Wappen von Juist eingestellt. Stattdessen werden die Ausflugsfahrten nach Borkum, Norderney, zu den Seehundsbänken oder zum Schaufischen nun mit einer der kleinen Fähren der Reederei Norden-Frisia angeboten. Fahrten auf die Vogelschutzinsel Memmert mit der «Wappen von Juist» wurden jährlich im Sommer zu ausgewählten Terminen vom Team des Nationalpark-Hauses Juist durchgeführt. Nach Außer-Dienst-Stellen dieses Schiffs können aufgrund der Anlegesituation auf Memmert (kein Steg, sondern nur flaches Land, auf dem das jeweilige Boot auffahren muss) keine Ausflugsfahrten auf die Vogelschutzinsel stattfinden.

### Inselverkehr

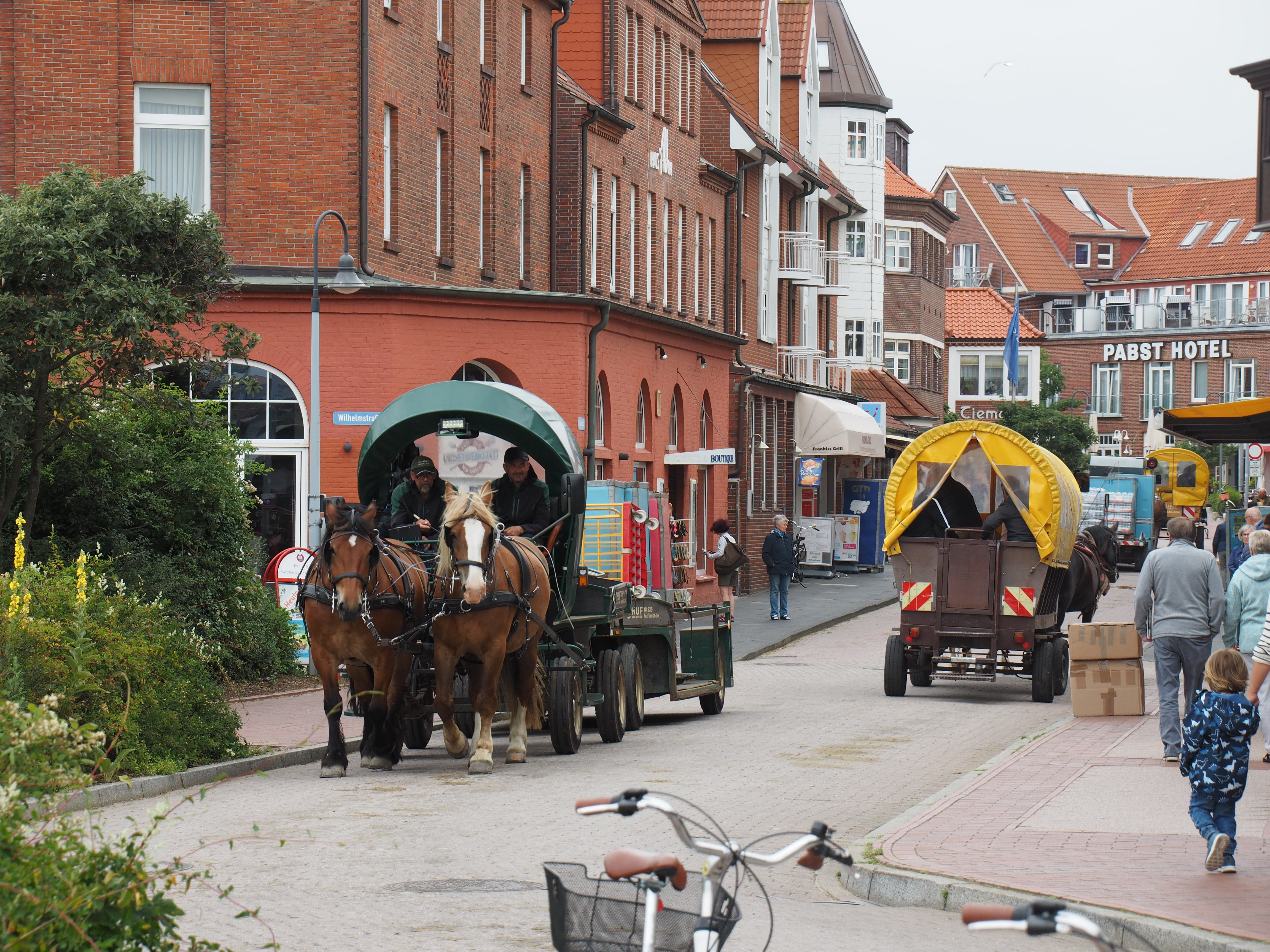
Pferdefuhrwerke in der Gemeinde Juist

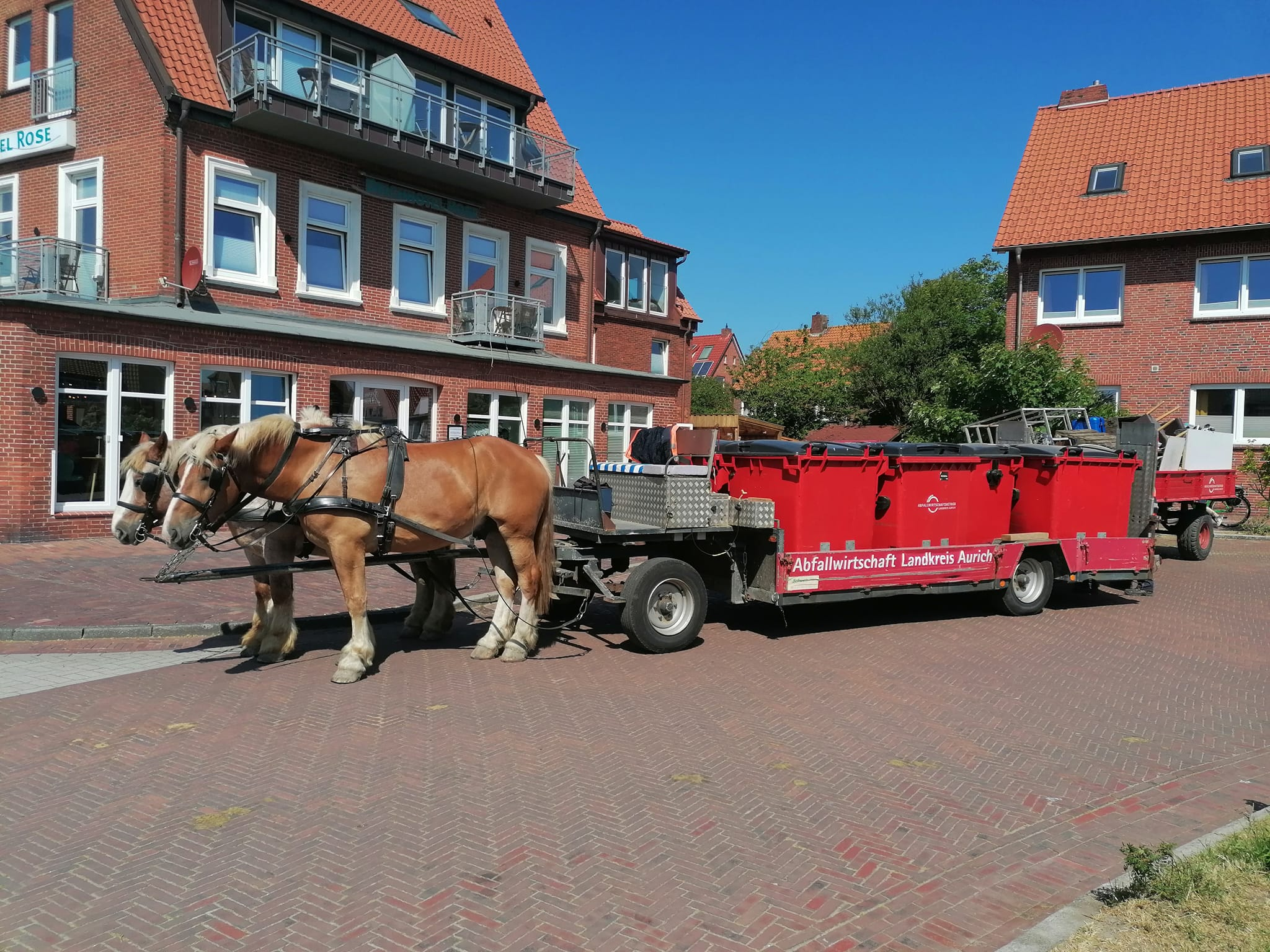
Müllabfuhr auf Juist

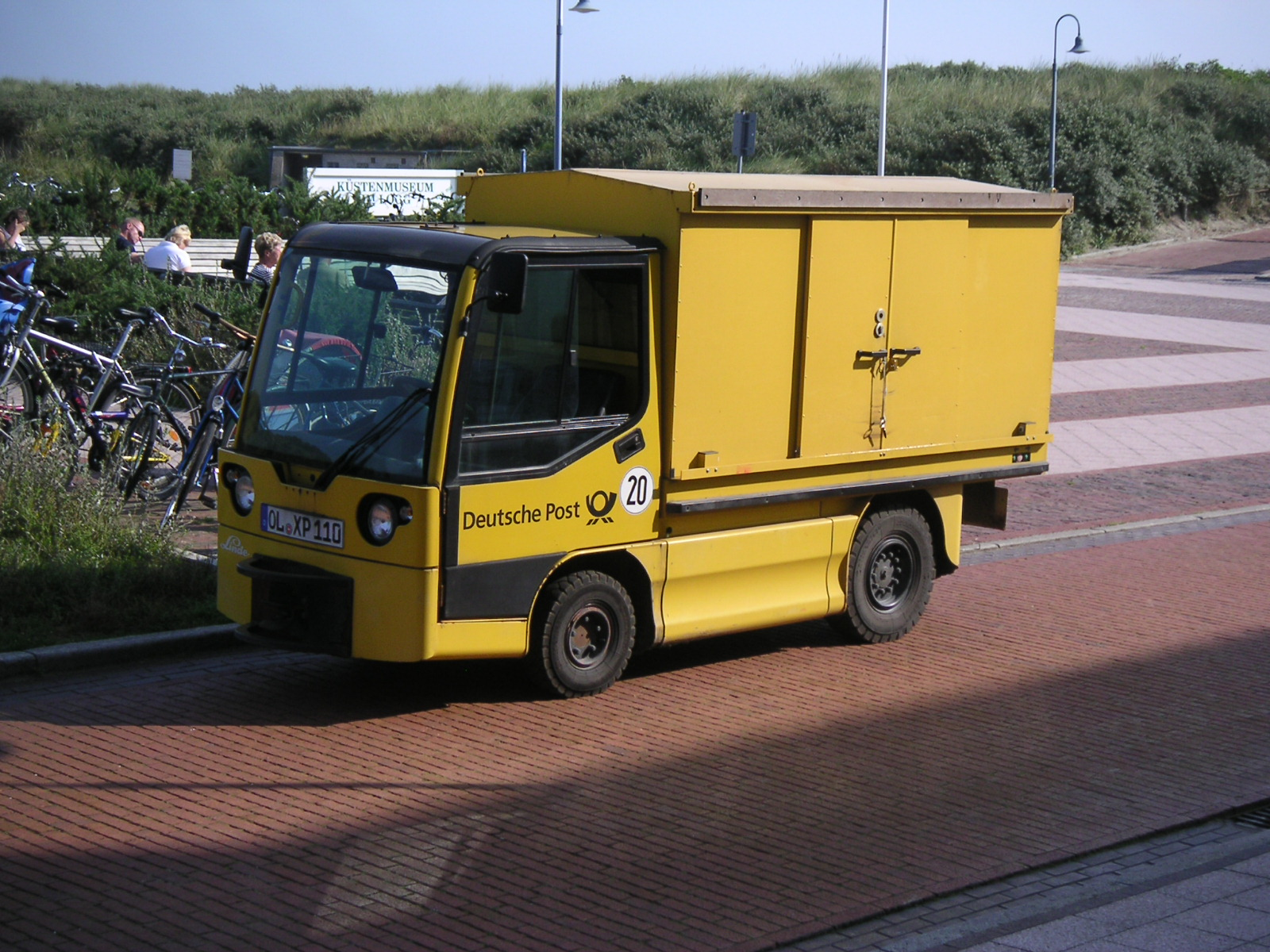
Post-Elektrokarren auf Juist

Auf der autofreien Insel ist grundsätzlich jeglicher Kraftverkehr verboten. Stattdessen werden Pferdekutschen und Pferdefuhrwerke für den Personen- und Gütertransport eingesetzt. Es existieren mehrere Pferdefuhrbetriebe, die unter anderem die Anbindung des Flugplatzes und des Hafens für an- oder abreisende Gäste sowie die Verteilung aller auf Juist zu transportierender Fracht übernehmen.
Ebenso wird, wie auf Baltrum, die Müllabfuhr mit Pferdefuhrwerken durchgeführt. Hierfür unterhält der zuständige Abfallwirtschaftsbetrieb des Landkreises spezielle gespanngezogene „Müllkutschen“ mit eigenen Pferden.
Von der Kraftfahrzeugfreiheit können auf schriftlichen Antrag hin Ausnahmen zugelassen werden. So erhielten die für den Bau der Seebrücke am Hafen eingesetzten Baumaschinen Ausnahmegenehmigungen. Dauerhaft ausgenommen sind Fahrzeuge der Feuerwehr und des Rettungsdienstes und der Ärzte. Ebenso dazu gehören ein Kleinbus für die Jugendbildungsstätte, Traktoren sowie Baumaschinen. Die Deutsche Post AG nutzt einige Elektrokarren zu Transportzwecken.

### Flugverkehr

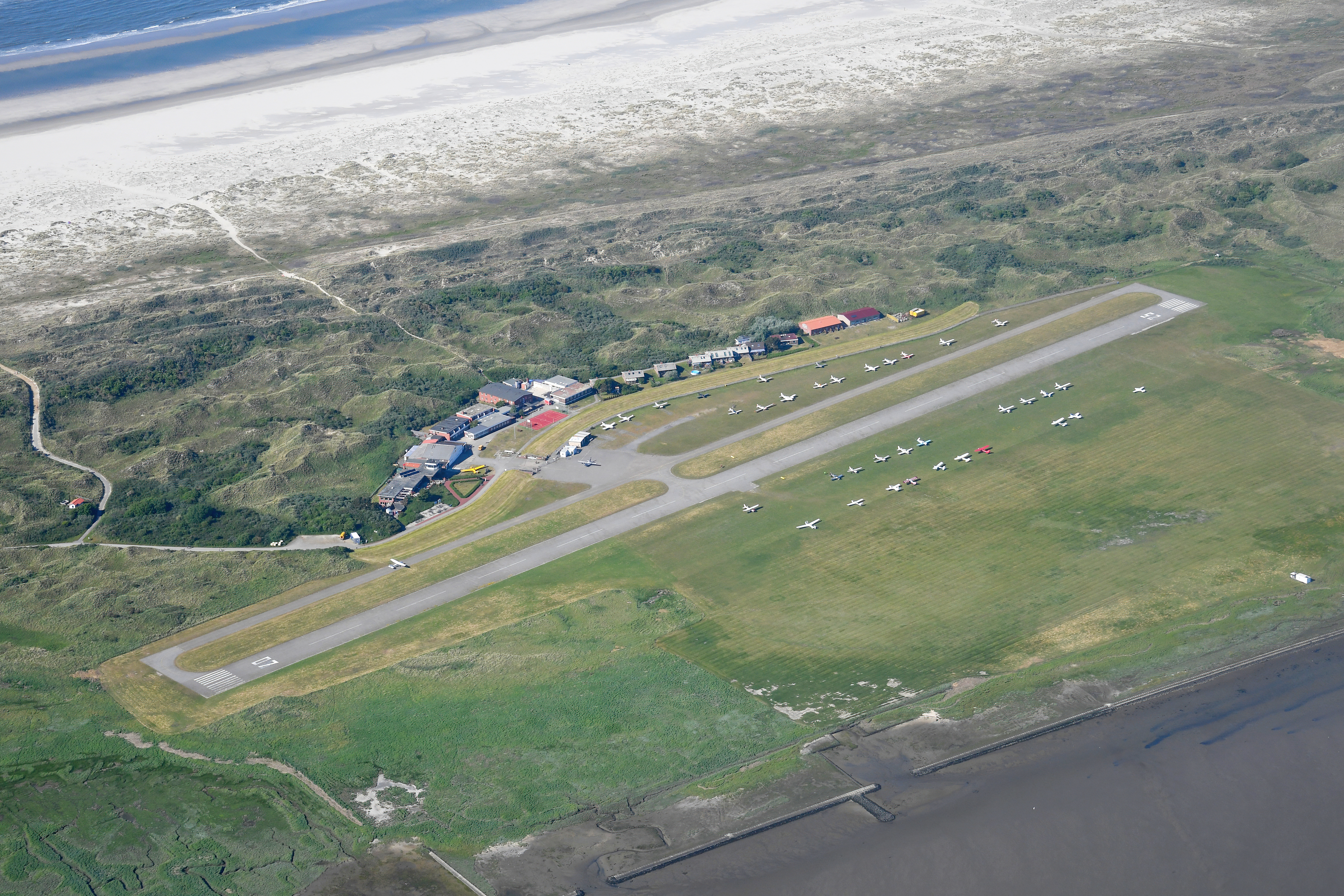
Juister Flugplatz

Der Juister Flugplatz (IATA: JUI / ICAO:EDWJ) liegt im Osten der Insel und ist rund vier Kilometer vom Hauptort der Insel entfernt. Er liegt nach dem Flughafen Hannover auf Rang zwei bei den Flugbewegungen in Niedersachsen. Eine Ursache hierfür ist der gezeitenabhängige Fährverkehr, der es den Fähren nur zu bestimmten Zeiten erlaubt, Juist anzulaufen.
Die Fluggesellschaft FLN Frisia-Luftverkehr in Norddeich betrieb ganzjährig Linienflugverkehr vom Flugplatz Norden-Norddeich zum Flugplatz Juist. Die Flugzeit beträgt nur rund fünf Minuten. Geflogen wurde ganzjährig, aber nur unter Sichtflugbedingungen. 2023 wurden 35.563 Personen befördert. Das waren 12,6 % weniger als im Vorjahr. Zum 1. März 2025 hat die FLN Frisia-Luftverkehr den Flugbetrieb nach Juist wie angekündigt einstellt. Andere Fluglinien zeigen Interesse den Flugdienst nach Juist zu übernehmen, z. B. das norwegische Flugunternehmen Scandinavian Seaplanes.
Im September 2014 kündigte die Deutsche Post AG einen Pilotbetrieb ab dem 26. September 2014 bis zum Jahresende mit einer Paketkopter genannten Drohne an. Diese soll im autonomen Flug Arzneimittel in einem speziellen Transportbehälter über die zwölf Kilometer lange Strecke von der Stadt Norden auf dem Festland zu einer Apotheke nach Juist transportieren.

### Inselbahn
Von 1898 bis 1982 führte die Inselbahn Juist vom alten Schiffsanleger zum Bahnhof am Ortsrand, früher via Pfahljochstrecke. Sie war die erste motorbetriebene Inselbahn Deutschlands mit einer Spurweite von 1000 Millimetern (Meterspur). In den Jahren 1979 bis 1981 wurde ein neuer, ortsnaher Hafen gebaut. Darauf erfolgte 1982 die Stilllegung der Inselbahn, die danach nur noch für Abbauarbeiten genutzt wurde. Im alten Bahnhofsgebäude sind heute eine Gaststätte sowie das Nationalpark-Haus Juist untergebracht.

### Rettungsstation der DGzRS

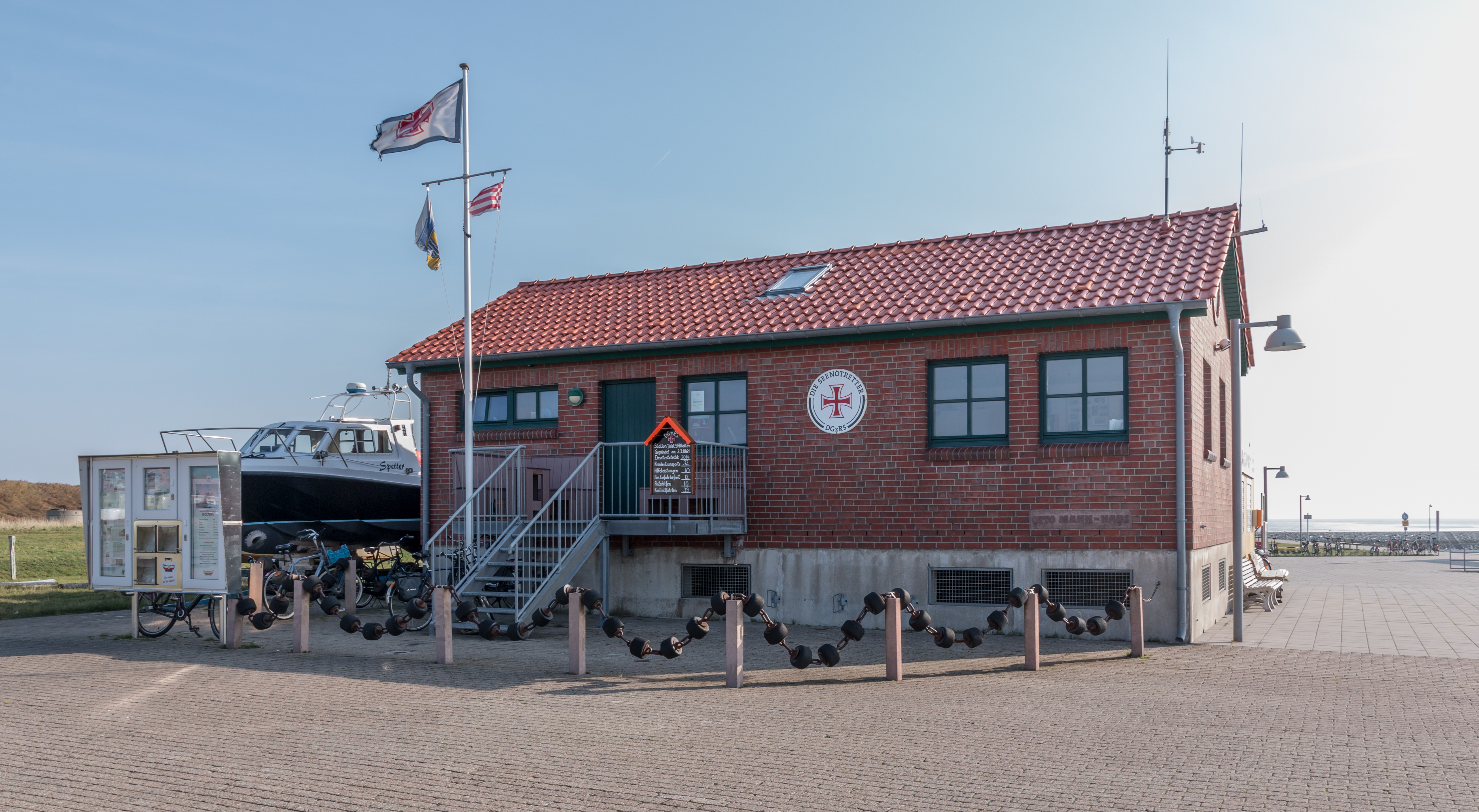
DGzRS-Stationsgebäude Otto-Mann-Haus

Die ursprünglich 1861 eingerichtete Rettungsstation auf Juist wurde von der DGzRS 1957 aufgelöst. 1985 stationierte die DGzRS erneut ein Rettungsboot auf der Insel. Direkt am Anleger im Hafen befindet sich für die freiwilligen Helfer der Insel das Otto-Mann-Haus, das Stationshaus der DGzRS auf Juist. Im Sommer 2011 besteht die Juister Station 150 Jahre.
2022 wurde das ehemalige Rettungsboot Siegfried Boysen nach Juist verbracht, um dort als Museumsschiff zu dienen.

## Medien
Juist gehört zum Verbreitungsgebiet der Tageszeitung Ostfriesischer Kurier. Sie ist seit dem 2. Juli 1867 die Heimatzeitung für die Stadt Norden und ihre Umlandgemeinden, sowie die Nordseeinseln Norderney, Juist und Baltrum. Zusätzlich erhalten die Insulaner die Wochenzeitung „Echo“ aus demselben Verlag. Aufgrund der tidenabhängigen Fährpläne werden die Festlandszeitungen täglich per Flugzeug auf die Insel geliefert.
Die kostenlose, rund 100 Seiten starke Juister Info-Broschüre „Strandlooper“ erscheint während der Saison monatlich und informiert seit 1999 Inselgäste wie Insulaner über das aktuelle Veranstaltungsprogramm der Insel sowie über Themen aus der Juister Geschichte und das Leben auf Juist. Finanziert wird der Strandlooper allein über Inserate. Die Jahresgesamtauflage beträgt 45.000 Exemplare.
Die „JNN:Juist Net News“ ist die Online-Zeitung für die Insel Juist. Sie veröffentlicht tagesaktuelle Nachrichten über alles was mit Juist zu tun hat.

## Bildung
Die einzige Schule auf Juist ist die „Inselschule Juist“ am Schoolpad im Westen des Hauptortes. Die mitten in den Dünen gelegene Schule ist seit dem Schuljahr 2012/13 eine Grund- und Oberschule (d. h. der Haupt- und Realschulzweig ist ausgelaufen). 2023 besuchten 61 Schüler und Schülerinnen die Schule und werden von etwa zehn Lehrkräften unterrichtet. Wegen zu geringer Klassenstärken müssen Klassen zusammengelegt und gemeinsam unterrichtet werden. Schüler der Insel, die das Abitur machen möchten, besuchen das Niedersächsische Internatsgymnasium in Esens. Die Schüler dieses Internats kommen zu über 90 Prozent von den Ostfriesischen Inseln. 2022 erhielten vier Juister Schülerinnen und Schüler das Abitur.
Zwischen 1925 und 1934 bestand im westlich gelegenen Ortsteil Loog die vom Reformpädagogen Martin Luserke gegründete Schule am Meer, die ihre Schüler von der Sexta bis zur Oberprima und zur Hochschulreife (Abitur) führte. Die Gebäude der Schule sind zum Teil noch vorhanden und werden als Inselmuseum sowie als Hauptgebäude der DJH-Jugendherberge genutzt. Die Theaterhalle der früheren Schule wurde als Haus Inselburg in das Jugendgästehaus integriert. Weiterhin bestand im Loog die Schlaffhorst-Andersen-Schule für Spracherziehung.

## Öffentliche Einrichtungen

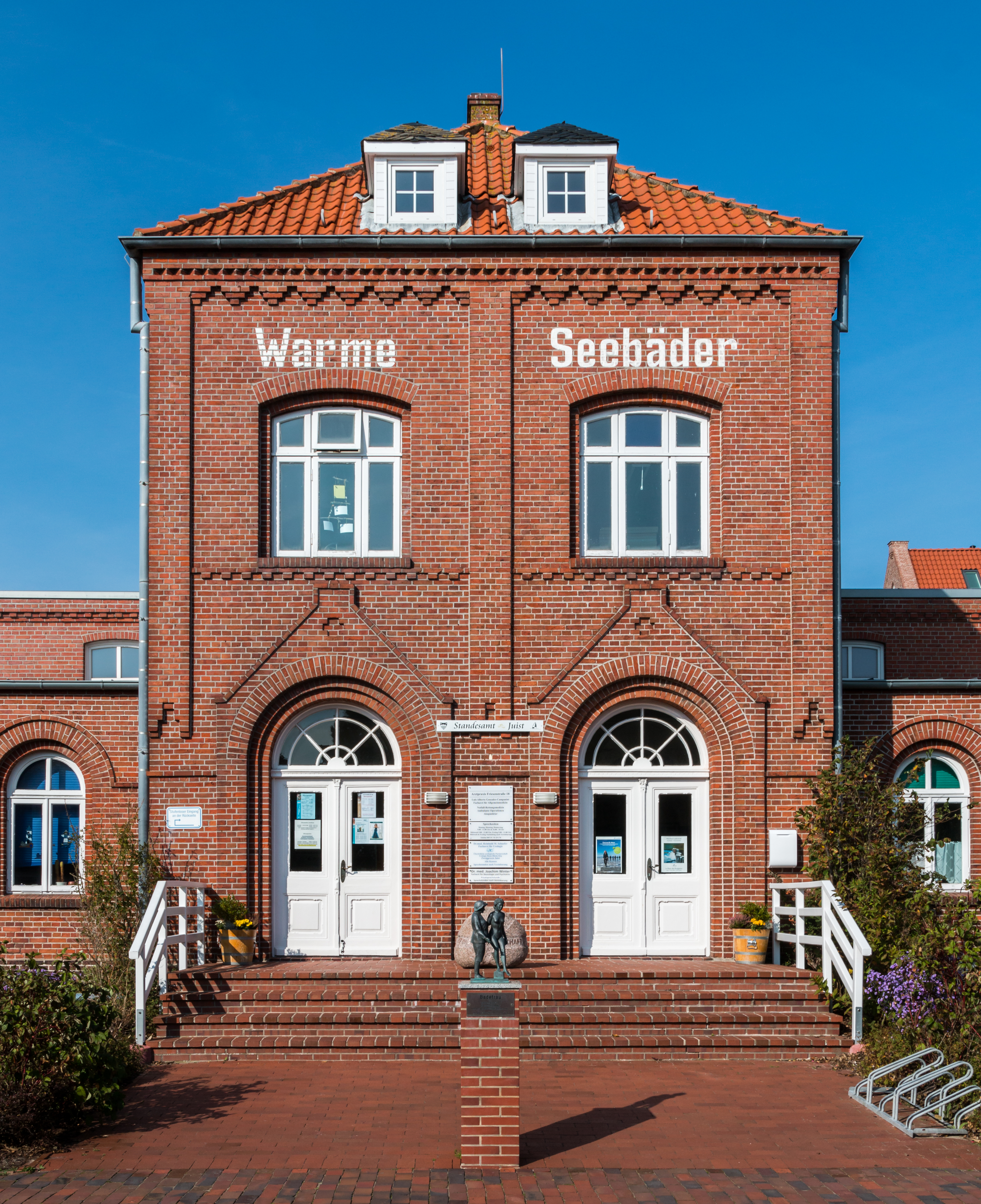
„Altes Warmbad“

Die gemeinsame Gemeinde- und Kurverwaltung der Insel ist hauptsächlich in zwei Gebäuden untergebracht: dem Rathaus in der Strandstraße und dem Ordnungs- und Standesamt im „Alten Warmbad“ an der Friesenstraße. Die Verwaltung ist auch für das Wasserwerk und das Klärwerk, den Bauhof und das Erlebnisbad der Insel zuständig. Die Kurverwaltung betreibt die Servicestellen mit Zimmervermittlung und Zimmernachweis und ist für das Marketing und das Veranstaltungsmanagement zuständig. Der Bürgermeister als Chef der Gemeindeverwaltung ist gleichzeitig als Kurdirektor Chef der Kurverwaltung.
Im Haus des Kurgastes finden zudem diverse Veranstaltungen statt, darunter Konzert-, Kabarett- und Theateraufführungen. Ferner beherbergt das Gebäude unter anderem einen Leseraum, Seminarräume, Angebote für Tischtennis und Poolbillard und ist Ort für Kunstausstellungen.
Seit 2006 fördert die Juist-Stiftung Projekte zum Wohl der Insel.

## Persönlichkeiten

### Söhne und Töchter der Insel
Folgende Personen sind auf der Insel Juist geboren:
- Christian Jasper Klumker (* 22. Dezember 1868; † 19. Juli 1942), deutscher Sozialpädagoge
- Hilke Rosenboom (* 11. Mai 1957; † 15. August 2008), deutsche Journalistin und Schriftstellerin
- Uwe Kolbe (* 1966), deutscher Filmproduzent

### Mit der Insel verbunden
Folgende Personen sind nicht auf Juist geboren, haben jedoch vor Ort gewirkt:
- Gerhard Otto Christoph Janus (1741–1805), deutscher reformierter Pastor, regte 1783 in einer Petition gegenüber Friedrich dem Großen an, in Juist eine Seebadeanstalt einzurichten
- Wilhelm Girardet, (1838–1918), Verleger, Kommerzienrat, spendete 1898 auf Juist u. a. die zwei Glocken in der 5. Juister Inselkirche[109]
- Otto Leege (1862–1951), deutscher Naturwissenschaftler, „Vater“ der ostfriesischen Vogelschutzinsel Memmert und Pädagoge
- Wilhelm Focke (1878–1974), deutscher Maler und Erfinder, führte auf Juist seinen „Segelroller“ ein
- Martin Luserke (1880–1968), Reformpädagoge, Erzähler und Schriftsteller, gründete und leitete im Loog die Schule am Meer
- Peter Smidt (1894–1957), Dichter und Schriftsteller, gilt als „Turnvater“ Juists
- August Theodor Wuppermann (1898–1966), Stahl-Unternehmer, Förderer und Mitgründer der Gesellschaft zur Förderung des Segelfluges e. V. Juist
- Alf Depser (1899–1990), Künstler, entwarf unter anderem das Inselwappen
- Arend Lang (1909–1981), Mediziner, Nationalsozialist, Kartograph und Privatgelehrter, war bis 1981 Leiter des Küstenmuseums Juist
- Christine Brückner (1921–1996), deutsche Schriftstellerin
- Hans Kolde (1925–2024), deutscher Fluglehrer, Ehrenbürger der Inseln Juist und Hiddensee
- Renate Kolde (1931–2012), Journalistin und Pilotin, erste und dienstälteste deutsche Flugleiterin
- Sandra Lüpkes (* 1971), Kriminalautorin, Sängerin und Redakteurin

## Trivia
1924 dichtete der Kurgast Hermann Vockrodt aus Kassel das dreistrophige „Juister Strandlied“ nach der Melodie „Strömt herbei ihr Völkerscharen…“ und widmete es anlässlich des 1. Vaterländischen Abends im Hotel Friesenhof dem Bürgermeister und Badekommissar, dem Rittmeister a.D. Böckler.

„Laßt ein stolzes Lied uns singen, stimmt es an mit frohem Sang;

möge in die Ferne dringen, glockenhell sein reiner Klang;

Alles das, was wir empfinden, künde dieses Lied uns heer;

I:Kränze der Erinn'rung winden, wir auf Juist am deutschen Meer!:I
Hier die Sorgen wir vergessen, alle Müh', des Alltags Not;

ob Westfalen, Sachsen, Hessen, Gastfreundschaft stets freundlich bot.

Unser Juist, der Inseln Kleinod, in dem deutschen Vaterland,

I:hat im Flaggenschmuck schwarz-weiß-rot, aller Bäder schönsten Strand!:I
Wer erst einmal eingekehret, auf dem Eiland schlicht und klein,

manches Beispiel es uns lehret, wird ihm ewig treu nur sein;

So woll'n wir mit Dank genießen, das Geschenk am Nordseestrand;

I:Dreimal hoch die braven Friesen, unser Juist, das Vaterland!:I“

Bei An- und Abfahrt der Inselfähren, während der Warteschleife bei einem Anruf in der Tourist-Information auf Juist sowie in einigen gastronomischen Einrichtungen spielt das Töwerland-Lied.